# Olympische Sommerspiele 1932/Leichtathletik
Bei den X. Olympischen Spielen 1932 in Los Angeles fanden 29 Wettkämpfe in der Leichtathletik statt.
| Olympische Spiele 1932 Medaillenspiegel Leichtathletik | Olympische Spiele 1932 Medaillenspiegel Leichtathletik | Olympische Spiele 1932 Medaillenspiegel Leichtathletik | Olympische Spiele 1932 Medaillenspiegel Leichtathletik | Olympische Spiele 1932 Medaillenspiegel Leichtathletik | Olympische Spiele 1932 Medaillenspiegel Leichtathletik |
| Platz                                                  | Mannschaft                                             | Goldmedaillen                                          | Silbermedaillen                                        | Bronzemedaillen                                        | Gesamt                                                 |
| ------------------------------------------------------ | ------------------------------------------------------ | ------------------------------------------------------ | ------------------------------------------------------ | ------------------------------------------------------ | ------------------------------------------------------ |
| 1                                                      | USA                                                    | 16                                                     | 13                                                     | 6                                                      | 35                                                     |
| 2                                                      | Finnland                                               | 3                                                      | 4                                                      | 4                                                      | 11                                                     |
| 3                                                      | Großbritannien                                         | 2                                                      | 4                                                      | 2                                                      | 8                                                      |
| 4                                                      | Polen                                                  | 2                                                      | –                                                      | 1                                                      | 3                                                      |
| 5                                                      | Irischer Freistaat                                     | 2                                                      | –                                                      | –                                                      | 2                                                      |
| 6                                                      | Kanada                                                 | 1                                                      | 3                                                      | 5                                                      | 9                                                      |
| 7                                                      | Japan                                                  | 1                                                      | 1                                                      | 2                                                      | 4                                                      |
| 8                                                      | Königreich Italien                                     | 1                                                      | –                                                      | 2                                                      | 3                                                      |
| 9                                                      | Argentinien                                            | 1                                                      | –                                                      | –                                                      | 1                                                      |
| 10                                                     | Deutsches Reich                                        | –                                                      | 2                                                      | 3                                                      | 5                                                      |
| 11                                                     | Lettland                                               | –                                                      | 1                                                      | –                                                      | 1                                                      |
| 11                                                     | Schweden                                               | –                                                      | 1                                                      | –                                                      | 1                                                      |
| 13                                                     | Frankreich                                             | –                                                      | –                                                      | 1                                                      | 1                                                      |
| 13                                                     | Philippinen                                            | –                                                      | –                                                      | 1                                                      | 1                                                      |
| 13                                                     | Südafrikanische Union                                  | –                                                      | –                                                      | 1                                                      | 1                                                      |
| 13                                                     | Tschechoslowakei                                       | –                                                      | –                                                      | 1                                                      | 1                                                      |

## Wettbewerbe

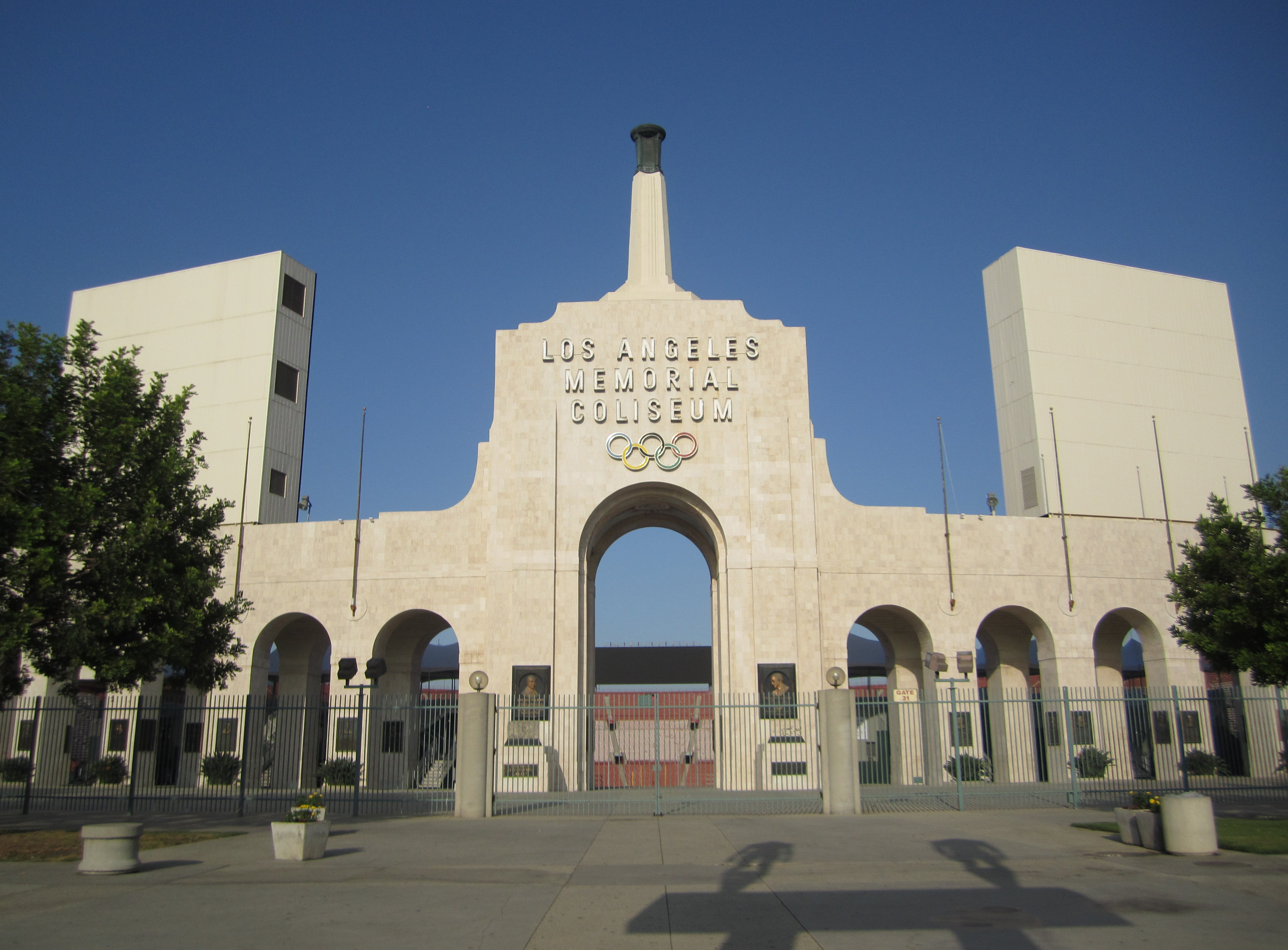
Eingang zum Los Angeles Memorial Coliseum

Im Wettbewerbsangebot für die Männer wurde das Gehen (Sport) wieder aufgenommen. Die Streckenlänge betrug jetzt erstmals fünfzig Kilometer. Damit fehlte im olympischen Männerprogramm gegenüber heute nur noch die Disziplin 20-km-Gehen. Bei den Frauen wurde die einzige Mittelstrecke, der 800-Meter-Lauf, gestrichen, weil die Strecke angeblich zu lang und nicht geeignet für Frauen sei. Neu ins Programm kamen der 80-Meter-Hürdenlauf sowie der Speerwurf. Damit gab es mit den 100 Metern, den 80 Meter Hürden und der 4-mal-100-Meter-Staffel drei Laufdisziplinen, mit dem Hochsprung einen Sprungwettbewerb und dem Diskus- sowie Speerwurf zwei Wurfdisziplinen. Mit jetzt sechs Konkurrenzen war das Frauenangebot damit weiterhin sehr reduziert gegenüber dem der Männer. Es wuchs dann in den kommenden Jahrzehnten langsam und sukzessive an, bis es abgesehen von kleinen Unterschieden dasselbe wurde wie bei den Männern.

## Stadion
Das 1921 erbaute und 1923 eröffnete Memorial Coliseum diente und dient vor allem der Austragung von American-Football-Spielen. Es fasst mehr als 90.000 Zuschauer und besitzt eine 400-Meter-Rundbahn, die den Leichtathleten optimale Bedingungen bietet. 1932 handelte es sich um eine Aschenbahn, die später unter anderem für die Olympischen Spiele 1984 durch eine Kunststoffbahn ersetzt wurde. Sämtliche Anlagen für die Leichtathletik boten den Sportlern optimale Voraussetzungen, die bei diesen Spielen auch zu einer regelrechten Leistungsexplosion führten.

## Sportliche Erfolge
Diese Spiele gingen in der Leichtathletik als Spiele der Rekorde ein. In dreizehn Disziplinen gab es insgesamt 22 egalisierte oder neue Weltrekorde. In neunzehn Disziplinen wurden weitere 35 olympische Rekorde aufgestellt. In nur drei Wettbewerben blieben die bisherigen olympischen Rekorde bestehen.
Hier eine Übersicht zu den einzelnen Rekorden.
- Weltrekorde:
  - 100-Meter-Lauf, Männer: 10,3 s (egalisiert) – Eddie Tolan (USA), Finale
  - 100-Meter-Lauf, Männer: 10,3 s (egalisiert) – Ralph Metcalfe (USA), Finale
  - 400-Meter-Lauf, Männer: 46,2 s – Bill Carr (USA), Finale
  - 800-Meter-Lauf, Männer: 1:49,7 min – Tommy Hampson (Großbritannien), Finale
  - 110-Meter-Hürdenlauf, Männer: 14,4 s (egalisiert) – George Saling (USA), Halbfinale
  - 400-Meter-Hürdenlauf, Männer: 51,9 s – Glenn Hardin (USA), Finale. Der irische Olympiasieger Bob Tisdall war zwar 51,7 s gelaufen, hatte jedoch eine Hürde gerissen, womit seine Zeit nach den damaligen Regeln nicht als Rekord anerkannt werden konnte.
  - 4-mal-100-Meter-Staffel, Männer: 40,6 s (egalisiert) – USA (Bob Kiesel, Emmett Toppino, Hector Dyer, Frank Wykoff), Finale
  - 4-mal-100-Meter-Staffel, Männer: 40,0 s – USA (Bob Kiesel, Emmett Toppino, Hector Dyer, Frank Wykoff), Finale
  - 4-mal-400-Meter-Staffel, Männer: 3:11,8 min – USA (Ivan Fuqua, Edgar Ablowich, Karl Warner, Walter Klinger), Vorlauf
  - 4-mal-400-Meter-Staffel, Männer: 3:08,2 min – USA (Ivan Fuqua, Edgar Ablowich, Karl Warner, Bill Carr), Finale
  - Dreisprung, Männer: 15,72 m – Chūhei Nambu (Japan), Finale
  - Zehnkampf, Männer: 8462,235 P (1912er Wertung) / 6736 P (nach heutiger Wertung von 1985) – James Bausch (USA)
  - 100-Meter-Lauf, Frauen: 11,9 s (egalisiert) – Stanisława Walasiewicz (Polen), Vorlauf
  - 100-Meter-Lauf, Frauen: 11,9 s (egalisiert) – Stanisława Walasiewicz (Polen), Halbfinale
  - 100-Meter-Lauf, Frauen: 11,9 s (egalisiert) – Stanisława Walasiewicz (Polen), Finale
  - 100-Meter-Lauf, Frauen: 11,9 s (egalisiert) – Hilda Strike (Kanada), Finale
  - 80-Meter-Hürdenlauf, Frauen: 11,7 s – Mildred Didrikson (USA), Finale
  - 80-Meter-Hürdenlauf, Frauen: 11,7 s – Evelyne Hall (USA), Finale
  - 4-mal-100-Meter-Staffel, Frauen: 47,0 s – USA (Mary Carew, Evelyn Furtsch, Annette Rogers, Wilhelmina von Bremen), Finale
  - 4-mal-100-Meter-Staffel, Frauen: 47,0 s – Kanada (Mildred Fizzell, Lillian Palmer, Mary Frizzell, Hilda Strike), Finale
  - Hochsprung, Frauen: 1,65 m – Jean Shiley (USA), Finale
  - Hochsprung, Frauen: 1,65 m – Mildred Didrikson (USA), Finale
- Olympische Rekorde:
  - 100-Meter-Lauf, Männer: 10,6 s (egalisiert) – Arthur Jonath (Deutsches Reich), Vorlauf
  - 100-Meter-Lauf, Männer: 10,4 s – Eddie Tolan (USA), Viertelfinale
  - 100-Meter-Lauf, Männer: 10,3 s – Eddie Tolan (USA), Finale
  - 100-Meter-Lauf, Männer: 10,3 s – Ralph Metcalfe (USA), Finale
  - 200-Meter-Lauf, Männer: 21,5 s – Ralph Metcalfe (USA), Viertelfinale
  - 200-Meter-Lauf, Männer: 21,5 s (egalisiert) – Eddie Tolan (USA), Viertelfinale
  - 200-Meter-Lauf, Männer: 21,4 s – Carlos Bianchi (Argentinien), Viertelfinale
  - 200-Meter-Lauf, Männer: 21,4 s – Arthur Jonath (Deutsches Reich), Viertelfinale
  - 200-Meter-Lauf, Männer: 21,2 s – Eddie Tolan (USA), Finale
  - 400-Meter-Lauf, Männer: 47,2 s – Bill Carr (USA), Halbfinale
  - 1500-Meter-Lauf, Männer: 3:51,2 min – Luigi Beccali (Italien), Finale
  - 5000-Meter-Lauf, Männer: 14:30,0 min – Lauri Lehtinen (Finnland), Finale
  - 5000-Meter-Lauf, Männer: 14:30,0 min – Ralph Hill (USA), Finale
  - 10.000-Meter-Lauf, Männer: 30:11,4 min – Janusz Kusociński (Polen)
  - Marathonlauf, Männer: 2:31:36 h – Juan Carlos Zabala (Argentinien)
  - 110-Meter-Hürdenlauf, Männer: 14,5 s – Jack Keller (USA), Halbfinale
  - 400-Meter-Hürdenlauf, Männer: 52,8 s – Glenn Hardin (USA), Halbfinale
  - 400-Meter-Hürdenlauf, Männer: 52,8 s (egalisiert) – Bob Tisdall (Irischer Freistaat), Halbfinale
  - 3000-Meter-Hindernislauf, Männer: 9:18,8 min – Tom Evenson (Großbritannien), Vorlauf
  - 3000-Meter-Hindernislauf, Männer: 9:14,6 min – Volmari Iso-Hollo (Finnland), Vorlauf
  - 50-km-Gehen, Männer: 4:50:10 h – Tommy Green (Großbritannien)
  - Stabhochsprung, Männer: 4,315 m – Bill Miller (USA), Finale
  - Kugelstoßen, Männer: 16,005 m – Leo Sexton (USA), Finale
  - Diskuswurf, Männer: 48,23 m – Henri LaBorde (USA), Qualifikation
  - Diskuswurf, Männer: 48,86 m – John Anderson (USA), Qualifikation
  - Diskuswurf, Männer: 49,39 m – John Anderson (USA), Qualifikation
  - Diskuswurf, Männer: 49,49 m – John Anderson (USA), Finale
  - Speerwurf, Männer: 68,18 m – Gottfried Weimann (Deutsches Reich), Qualifikation
  - Speerwurf, Männer: 71,25 m – Matti Järvinen (Finnland), Qualifikation
  - Speerwurf, Männer: 72,71 m – Matti Järvinen (Finnland), Qualifikation
  - 100-Meter-Lauf, Frauen: 12,2 s (egalisiert) – Marie Dollinger (Deutsches Reich), Vorlauf
  - 80-Meter-Hürdenlauf, Frauen: 11,8 s – Mildred Didrikson (USA), Vorlauf
  - Diskuswurf, Frauen: 40,12 m – Ruth Osburn (USA), Finale
  - Diskuswurf, Frauen: 40,58 m – Lillian Copeland (USA), Finale
  - Speerwurf, Frauen: 43,69 m – Mildred Didrikson (USA), Finale

Die alles überragende Nation war das Gastgeberland USA mit alleine sechzehn Goldmedaillen. Der Abstand zu Finnland, das bei den beiden vorangegangenen Spielen nahe hatte heranrücken können, war jetzt riesig, drei Olympiasiege errangen die Finnen. Mit Großbritannien, Polen und Irland gab es noch drei Nationen mit jeweils zwei Goldmedaillen.
Bei den Sportlern kristallisierten wie schon vor vier Jahren hier in Los Angeles nicht die alles überragenden Athleten heraus, wie es sie bei früheren Spielen – beispielsweise mit dem Finnen Paavo Nurmi – schon einmal gegeben hatte. In vielen Disziplinen wurden für die damaligen Verhältnisse überragende Leistungen erbracht und die Medaillen verteilten sich unter den einzelnen Athleten.
- Die erfolgreichsten Männer waren:
  - Eddie Tolan, USA – 2-mal Gold: 100 Meter, 200 Meter
  - Bill Carr, USA – 2-mal Gold: 400 Meter, 4-mal-400-Meter-Staffel
  - Chūhei Nambu, Japan – 1-mal Gold: Dreisprung / 1-mal Bronze: Weitsprung.
- Die erfolgreichsten Frauen waren:
  - Mildred Didrikson, USA – 2-mal Gold: 80 Meter Hürden, Speerwurf / 1-mal Silber: Hochsprung
  - Wilhelmina von Bremen, USA – 1-mal Gold: 4-mal-100-Meter-Staffel / 1-mal Bronze: 100 Meter.

Die erfolgreiche Kombination so unterschiedlicher Disziplinen wie Hürdenlauf, Speerwurf und Hochsprung würde es heute im Bereich der Weltklasse – außer im Mehrkampf – sicherlich nicht mehr geben. Aber Mildred Didrikson war so vielseitig, dass sie in den Anfangsjahren der Frauenleichtathletik Medaillen und Siege in ganz verschiedenen Disziplinen erreichen konnte. Sie kehrte nach diesen Spielen der Leichtathletik den Rücken und wurde nach ihrer Heirat unter dem Namen Mildred Zaharias eine sehr erfolgreiche Golfspielerin.
Außerdem gab es zwei Sportler, die bereits bei zuvor ausgetragenen Olympischen Spielen siegreich waren:
- Pat O’Callaghan, Irischer Freistaat – Hammerwurf: Wiederholung seines Erfolgs von 1928
- Frank Wykoff, USA – 4-mal-100-Meter-Staffel: Wiederholung seines Erfolgs von 1928

## Resultate Männer

### 100 m

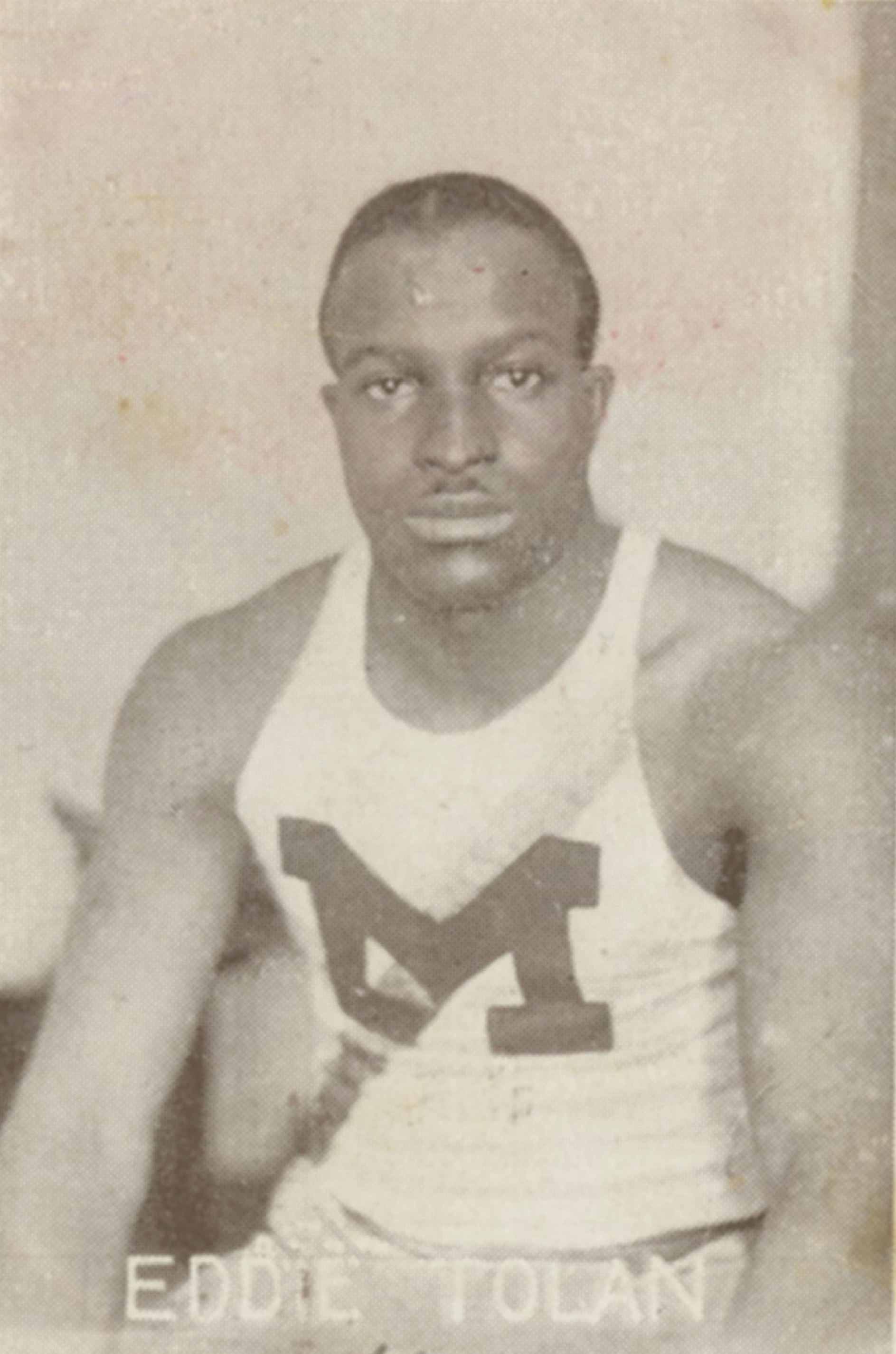
Olympiasieger Eddie Tolan (Foto von 1930)

| Platz | Athlet             | Land | Zeit (s)    |
| ----- | ------------------ | ---- | ----------- |
| 1     | Eddie Tolan        | USA  | 10,3 WRe/OR |
| 2     | Ralph Metcalfe     | USA  | 10,3 WRe/OR |
| 3     | Arthur Jonath      | GER  | 10,4        |
| 4     | George Simpson     | USA  | 10,5        |
| 5     | Daniel Joubert     | RSA  | 10,6        |
| 6     | Takayoshi Yoshioka | JPN  | 10,7        |

Finale: 1. August
Olympiasieger wurde Eddie Tolan, der 'Midnight Express', wie sein Spitzname lautete. Ob Tolan jedoch im Ziel wirklich vor Ralph Metcalfe lag, konnte zumindest auch das Zielfoto nicht klären. Ebenso wiesen die aus der elektronischen Zeitmessung hervorgehenden Zeiten für beide Sprinter 10,38 s aus. Die Kampfrichter entschieden sich für Tolan, ohne dass klar wurde, warum. Und so lautet bis heute das offizielle Resultat: Gold für Tolan, Silber für den zeitgleichen Metcalfe, beide mit 10,3 s, was neuen olympischen Rekord und gleichzeitig Einstellung des Weltrekords bedeutete. Die Bronzemedaille gewann der Deutsche Meister Arthur Jonath mit 10,4 s.

### 200 m

Bildkomposition: 200-Meter-Zieleinlauf

| Platz | Athlet          | Land | Zeit (s) |
| ----- | --------------- | ---- | -------- |
| 1     | Eddie Tolan     | USA  | 21,2 OR  |
| 2     | George Simpson  | USA  | 21,4     |
| 3     | Ralph Metcalfe  | USA  | 21,5     |
| 4     | Arthur Jonath   | GER  | 21,5     |
| 5     | Carlos Bianchi  | ARG  | 21,6     |
| 6     | William Walters | RSA  | 21,9     |

Finale: 3. August
Wie schon im 100-Meter-Lauf lief es auch über 200 Meter nicht gerade glücklich für Ralph Metcalfe. Nach dem Rennen stellte sich heraus, dass man ihm die falsche Ablaufmarke zugewiesen hatte, sodass seine Strecke ca. 1,5 Meter länger war als die der anderen Läufer. Eddie Tolan gewann nach den 100 Metern auch diesen Wettbewerb und wurde so Doppelolympiasieger im Sprint. Metcalfe verzichtete auf eine Laufwiederholung. Er meinte dazu, er hätte ja besser aufpassen können, und akzeptierte das Ergebnis mit Bronze für ihn und Silber für George Simpson. Die US-Amerikaner gewannen alle drei Medaillen, Vierter wurde nach seinem dritten Platz über 100 m der Deutsche Arthur Jonath.

### 400 m
| Platz | Athlet          | Land | Zeit (s) |
| ----- | --------------- | ---- | -------- |
| 1     | Bill Carr       | USA  | 46,2 WR  |
| 2     | Ben Eastman     | USA  | 46,4     |
| 3     | Alex Wilson     | CAN  | 47,4     |
| 4     | William Walters | RSA  | 48,2     |
| 5     | James Gordon    | USA  | 48,2     |
| 6     | George Golding  | AUS  | 48,8     |

Finale: 5. August
Den Kampf um die Goldmedaille machten die beiden US-Amerikaner Bill Carr und Ben Eastman unter sich aus. Bis Anfang Juli war Eastman, der mit 46,4 s über 440 Yards den bis dahin bestehenden 400-Meter-Weltrekord von 47,0 s deutlich unterboten hatte, der klare Favorit. Aber am 2. Juli 1932 schlug ihn der bis dahin wenig bekannte Bill Carr und so war der Ausgang für dieses Rennen wieder offen. Nach dreihundert Metern lag Eastman mit einer Zehntelsekunde vorn. Am Ende hatte Carr die besseren Reserven und gewann mit neuem Weltrekord die Goldmedaille mit zwei Zehnteln Vorsprung. Dritter wurde eine Sekunde hinter Eastman der Kanadier Alex Wilson, der drei Tage zuvor bereits Silber über 800 Meter gewonnen hatte.

### 800 m
| Platz | Athlet             | Land | Zeit (min) |
| ----- | ------------------ | ---- | ---------- |
| 1     | Tommy Hampson      | GBR  | 1:49,7 WR  |
| 2     | Alex Wilson        | CAN  | 1:49,9     |
| 3     | Phil Edwards       | CAN  | 1:51,5     |
| 4     | Edwin Genung       | USA  | 1:51,7     |
| 5     | Edwin Turner       | USA  | 1:52,5     |
| 6     | Charles Hornbostel | USA  | 1:52,7     |
| 7     | John Powell        | GBR  | 1:53,1     |
| 8     | Séra Martin        | FRA  | 1:53,6     |

Finale: 2. August
Der 800-Meter-Lauf wurde zu einem Rennen mit historischen Dimensionen. Zum ersten Mal wurde die Grenze von 1:50 min unterboten. Der Kanadier Phil Edwards, Olympiavierter 1928, lief nach seiner schon gewohnten Taktik mit hohem Tempo von vorne und konnte sich mit einer 400-Meter-Durchgangszeit von 52,4 s sogar vom Feld absetzen. Aber er musste diesem höllischen Tempo Tribut zollen, und in diesem Moment beschleunigte der Brite Thomas Hampson. Edwards Landsmann Alex Wilson folgte in Hampsons Windschatten und die beiden zogen mühelos an Edwards vorbei. Den Spurt auf der Zielgeraden konnte Hampson für sich entscheiden und wurde Olympiasieger mit der neuen Weltrekordzeit von 1:49,7 min vor Wilson, der mit 1:49,9 min ebenfalls noch unter der 1:50-Minuten-Marke blieb. Die IAAF erkannte Weltrekordverbesserungen damals nur im Fünftelsekundenbereich an und so lautete Hampsons Weltrekord offiziell 1:49,8 min.

### 1500 m
| Platz | Athlet            | Land | Zeit (min) |
| ----- | ----------------- | ---- | ---------- |
| 1     | Luigi Beccali     | ITA  | 3:51,2 OR  |
| 2     | Jerry Cornes      | GBR  | 3:52,6     |
| 3     | Phil Edwards      | CAN  | 3:52,8     |
| 4     | Glenn Cunningham  | USA  | 3:53,4     |
| 5     | Eric Ny           | SWE  | 3:54,6     |
| 6     | Norwood Hallowell | USA  | 3:55,0     |
| 7     | Jack Lovelock     | NZL  | 3:57,8     |
| 8     | Frank Crowley     | USA  | 3:58,1     |

Finale: 4. August

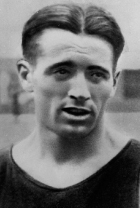
Olympiasieger Luigi Beccali

Es gab mehrere Favoriten für dieses Rennen. Vor allem den Neuseeländer Jack Lovelock, den US-Amerikaner Glenn Cunningham und den Weltjahresbesten Luigi Beccali aus Italien erwarteten die Fachleute vorn. Die erste Runde wurde von Lovelock angeführt, die zweite von Cunningham. Doch schon vor der 800-Meter-Marke wurde es dem kanadischen 800-Meter-Olympiadritten Phil Edwards zu langsam. Er machte jetzt das Tempo mit Zwischenzeiten von 2:04,5 min für 800 Meter und 3:07,0 min für 1200 Meter. Nur Cunningham folgte ihm. Zu Beginn der letzten Runde hatten die beiden einen Vorsprung von etwa zwanzig Metern vor Beccali und dem Briten Jerry Cornes herausgearbeitet, alle anderen lagen noch weiter zurück. Ausgangs der letzten Kurve lag Edwards immer noch vor Cunningham, aber Beccali und Cornes hatten Anschluss gefunden. Zu Beginn der Zielgeraden ging Beccali mühelos an den erschöpften Edwards und Cunningham vorbei und wurde Olympiasieger mit neuem olympischen Rekord. Cornes erlief sich noch den zweiten Platz, nicht weit dahinter gewann Edwards seine zweite Bronzemedaille. Die Zeit von Cunningham – hier auf Platz vier – und Lovelock – hier Siebter – sollte vier Jahre später in Berlin noch kommen.

### 5000 m
| Platz | Athlet               | Land | Zeit (min) |
| ----- | -------------------- | ---- | ---------- |
| 1     | Lauri Lehtinen       | FIN  | 14:30,0 OR |
| 2     | Ralph Hill           | USA  | 14:30,0 OR |
| 3     | Lauri Virtanen       | FIN  | 14:44,0    |
| 4     | John Savidan         | NZL  | 14:49,6    |
| 5     | Jean-Gunnar Lindgren | SWE  | 14:54,7    |
| 6     | Max Syring           | GER  | 14:59,0    |
| 7     | Alec Burns           | GBR  | 15:04,4    |
| 8     | Daniel Dean          | USA  | 15:08,5    |

Finale: 5. August

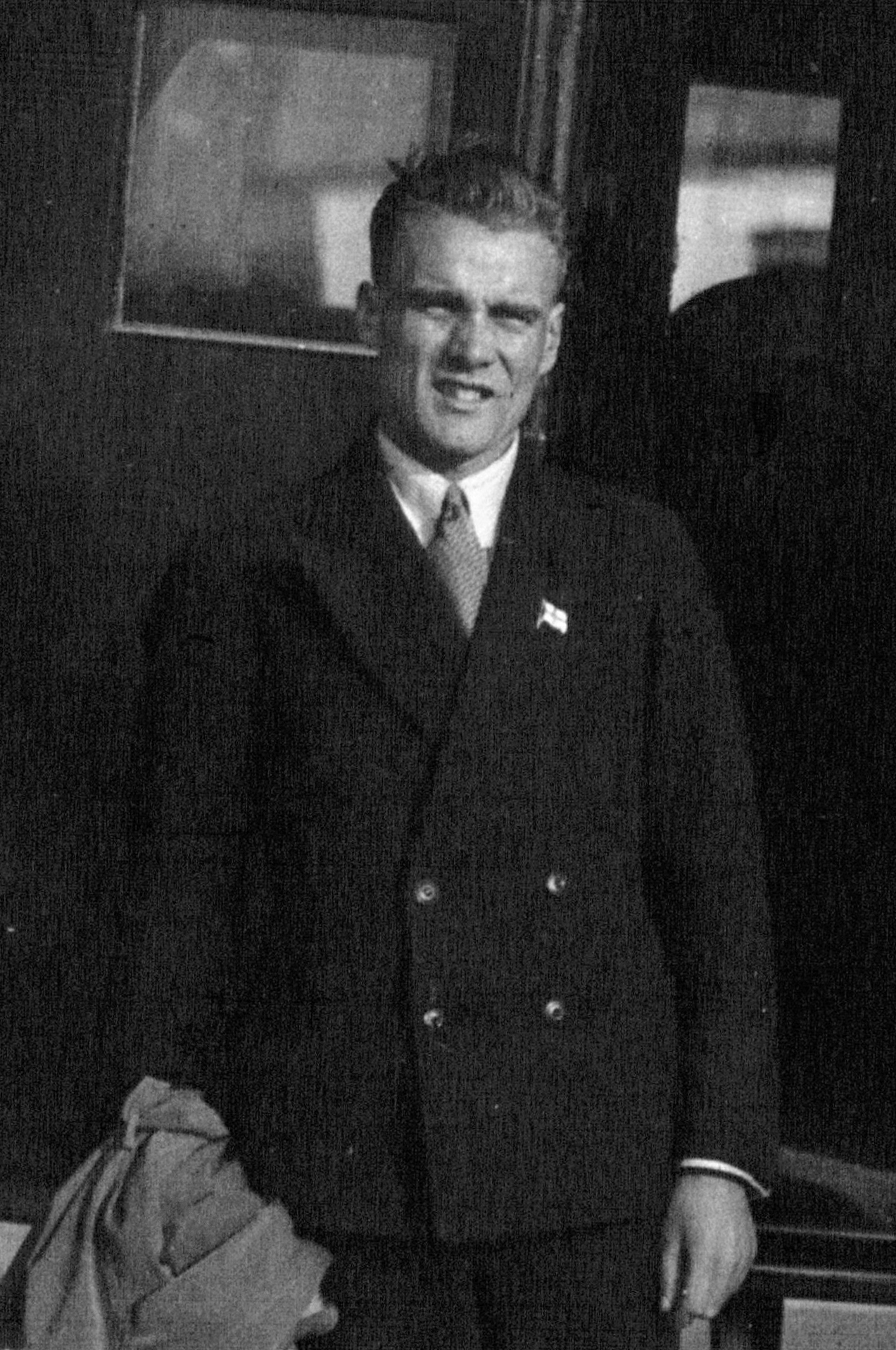
Lauri Lehtinen – ein etwas umstrittener Olympiasieger

Dieses Rennen ließ beim Sieger Lauri Lehtinen ein wenig die Sportlichkeit und den olympischen Geist vermissen. Zusammen mit seinem finnischen Landsmann Lauri Virtanen wurde er als Favorit für diesen Wettbewerb gesehen. Die beiden Finnen machten wie erwartet von Beginn an Tempo, Läufer um Läufer des restlichen Feld fiel nach und nach zurück. Bei Streckenhälfte konnten nur noch John Savidan, Jean-Gunnar Lindgren und Ralph Hill folgen. Nachdem Savidan und Lindgren den Anschluss verloren hatten, wurde es überraschend auch für Virtanen zu schnell. Nur der US-Amerikaner ließ sich nicht abschütteln und wurde von den Zuschauern jetzt lautstark angefeuert. Auf der Zielgeraden setzte Hill zweimal zum Überholen an. Zunächst wollte er links vorbei, doch Lehtinen zog im selben Moment nach links und versperrte ihm den Weg. Anschließend spielte sich die gleiche Szene auf der rechten Seite ab. Beide Läufer erreichten das Ziel zeitgleich mit olympischem Rekord, Lehtinen hatte jedoch einen winzigen Vorsprung. Von den Zuschauern wurde er angesichts seines unfairen Verhaltens ausgebuht. Doch der Stadionsprecher konnte die Situation wieder beruhigen. Die Kampfrichter berieten sich lange bzgl. der Frage einer Disqualifikation des Finnen. Trotz des eindeutig regelwidrigen Verhaltens wurde ihm die Goldmedaille zuerkannt.
Die Siegerehrung fand erst am folgenden Tag statt. Offensichtlich hatte die finnische Mannschaftsführung ihrem Läufer Weisungen dazu erteilt, denn Lehtinen wollte Hill mit auf die oberste Stufe des Siegerpodests nehmen. Dieser jedoch lehnte das ab mit dem Hinweis, dass er das Abdrängen als unabsichtlich sehe. Lehtinen steckte seinem Kontrahenten daraufhin die finnische Mannschaftsnadel an und Hill revanchierte sich seinerseits mit derselben Geste. Das Publikum jubelte angesichts dieser versöhnenden Sportlichkeit.

### 10.000 m
| Platz | Athlet               | Land | Zeit (min) |
| ----- | -------------------- | ---- | ---------- |
| 1     | Janusz Kusociński    | POL  | 30:11,4 OR |
| 2     | Volmari Iso-Hollo    | FIN  | 30:12,6    |
| 3     | Lauri Virtanen       | FIN  | 30:35,0    |
| 4     | John Savidan         | NZL  | 31:09,0    |
| 5     | Max Syring           | GER  | 31:35,0    |
| 6     | Jean-Gunnar Lindgren | SWE  | 31:37,0    |
| 7     | Juan Morales         | MEX  | 32:03,0    |
| 8     | Clifford Bricker     | CAN  | 00k. A.    |

Datum: 31. Juli

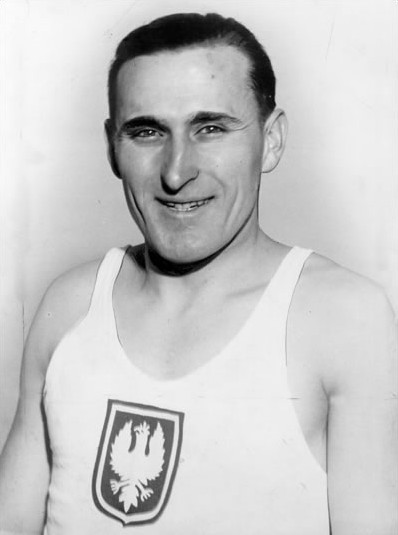
Olympiasieger Janusz Kusociński

Im Juni des Olympiajahres hatte der Pole Janusz Kusociński mit 8:18,8 min Paavo Nurmis Weltrekord über 3000 Meter verbessert und sich damit als Mitfavorit für die Langstrecken dieser Spiele ins Gespräch gebracht. Seit vielen Jahren hatte es eine große Dominanz der Läufer aus Finnland auf diesen Distanzen gegeben, die nun in Gefahr geriet. Ziemlich bald nach dem Start setzten sich die beiden Finnen Volmari Iso-Hollo und Lauri Virtanen zusammen mit Kusociński mit hohem Tempo vom restlichen Feld ab. Wie später auch über 5000 Meter musste Virtanen schon vor der eigentlichen Endphase abreißen lassen, hatte aber keine Probleme, die Bronzemedaille zu sichern. In der Zielkurve entschied Kusociński mit einem entschlossenen Antritt das Rennen für sich und verbesserte mit 30:11,4 min Nurmis olympischen Rekord um mehr als sieben Sekunden.

### Marathon
| Platz | Athlet                 | Land | Zeit (h)   |
| ----- | ---------------------- | ---- | ---------- |
| 1     | Juan Carlos Zabala     | ARG  | 2:31:36 OR |
| 2     | Sam Ferris             | GBR  | 2:31:55    |
| 3     | Armas Toivonen         | FIN  | 2:32:12    |
| 4     | Dunky Wright           | GBR  | 2:32:41    |
| 5     | Seiichiro Tsuda        | JPN  | 2:35:42    |
| 6     | Onbai Kin (Kim Un-bae) | JPN  | 2:37:28    |
| 7     | Albert Michelsen       | USA  | 2:39:38    |
| 8     | Oskar Hekš             | TCH  | 2:41:35    |

Datum: 7. August

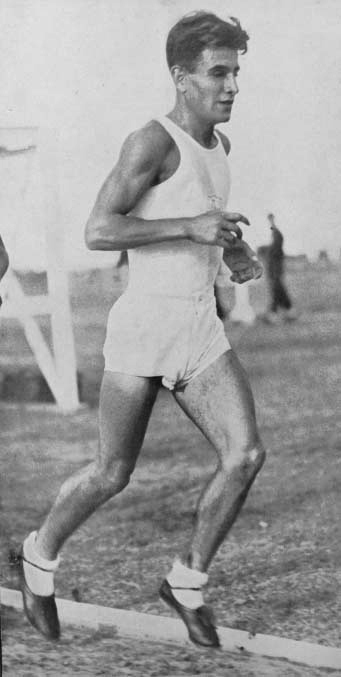
Juan Carlos Zabala gewann die Goldmedaille

1931 hatte der damals 19-jährige Argentinier Juan Carlos Zabala mit einer Zeit von 2:33:19 h bei seinem ersten Marathonlauf aufhorchen lassen. Als Topfavorit wurde allerdings der Brite Sam Ferris angesehen, der die Erfahrung zweier Olympiateilnahmen und darüber hinaus sehr erfolgreiche Auftritte in den letzten Jahren aufzuweisen hatte. Bei Streckenhälfte führte Zabala, der von Beginn an immer in der Führungsgruppe lief, vor den beiden Finnen Armas Toivonen und Lauri Virtanen. Virtanen hatte über 5000 Meter und 10.000 Meter jeweils Bronze gewonnen. Bei Kilometer dreißig zog der in Sachen Marathon völlig unerfahrene Virtanen an Zabala vorbei. Aber einige Kilometer weiter war der Finne am Ende seiner Kräfte und musste aufgeben. Inzwischen hatten die hinter Zabala liegenden Läufer viel Zeit aufgeholt. Vor allem Ferris kam zum Schluss immer näher. Doch der Argentinier konnte neunzehn Sekunden Vorsprung ins Ziel retten und wurde im Alter von zwanzig Jahren Olympiasieger. Hinter Ferris lief Toivonen vor dem Briten Dunky Wright und dem Japaner Seiichiro Tsuda zur Bronzemedaille.

### 110 m Hürden
| Platz | Athlet         | Land | Zeit (s) |
| ----- | -------------- | ---- | -------- |
| 1     | George Saling  | USA  | 14,6     |
| 2     | Percy Beard    | USA  | 14,7     |
| 3     | Don Finlay     | GBR  | 14,8     |
| 4     | Jack Keller    | USA  | 14,8     |
| 5     | Lord Burghley  | GBR  | 14,8     |
|       | Willi Welscher | GER  | DSQ      |

Finale: 3. August
Knapp und spannend war dieser Wettbewerb. Jack Keller hatte nach sehr gutem Start die Führung inne, die er an Hürde fünf an Percy Beard verlor. Dieser kollidierte mit der sechsten Hürde, George Saling zog an ihm vorbei und wurde Olympiasieger. Bei der Siegerehrung wurden die drei US-amerikanischen Flaggen hochgezogen, Keller wurde zunächst auf Platz drei gesehen. Die genaue Auswertung des Zielfotos ergab dann allerdings, dass der Brite Donald Finlay vor Keller lag. Das Resultat wurde entsprechend offiziell korrigiert und Finlay erhielt die Bronzemedaille.

### 400 m Hürden

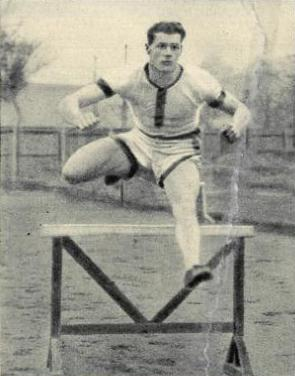
Bob Tisdall hatte bei seinem Olympiasieg eine Hürde gerissen und musste den Weltrekord nach den damaligen Regeln dem zweitplatzierten Glenn Hardin überlassen

| Platz | Athlet        | Land | Zeit (s) |
| ----- | ------------- | ---- | -------- |
| 1     | Bob Tisdall   | IRL  | 51,7     |
| 2     | Glenn Hardin  | USA  | 51,9 WR  |
| 3     | Morgan Taylor | USA  | 52,0     |
| 4     | Lord Burghley | GBR  | 52,2     |
| 5     | Luigi Facelli | ITA  | 53,0     |
| 6     | Kell Areskoug | SWE  | 54,6     |

Finale: 1. August
Auf dieser Strecke gab es einen Neuling als Olympiasieger. Robert Tisdall hatte sich im April des Olympiajahres brieflich beim Präsidenten des irischen Leichtathletikverbandes um eine Olympiateilnahme beworben, obwohl er noch nie auf dieser Disziplin gelaufen war. Für die Erfüllung seines Wunsches wurde ihm die Auflage gemacht, irischer Meister zu werden und die Zeit von 55,0 s zu erreichen. Irischer Meister wurde Tisdall mit 56,2 s und erreichte in einem weiteren Rennen mit 54,2 s die Qualifikationsauflage.
Im Finale lag der Ire von Anfang an mit hohem Tempo vorn. Als er dann die letzte Hürde riss, kam Glenn Hardin noch einmal gefährlich heran, konnte jedoch Tisdalls Olympiasieg nicht mehr verhindern. Morgan F. Taylor, Olympiasieger von 1924, gewann die Bronzemedaille und Lord Burghley, Olympiasieger von 1928, wurde Vierter.
Da Tisdall eine Hürde gerissen hatte, wurde seine Zeit nach den damaligen Regeln nicht als Weltrekord anerkannt. Weltrekordinhaber war somit kurioserweise Silbermedaillengewinner Glenn Hardin.

### 3000 m Hindernis
| Platz | Athlet            | Land | Zeit (min) |
| ----- | ----------------- | ---- | ---------- |
| 1     | Volmari Iso-Hollo | FIN  | 10:33,4    |
| 2     | Tom Evenson       | GBR  | 10:46,0    |
| 3     | Joe McCluskey     | USA  | 10:46,2    |
| 4     | Martti Matilainen | FIN  | 10:52,4    |
| 5     | George Bailey     | GBR  | 10:53,2    |
| 6     | Glen Dawson       | USA  | 10:58,0    |
| 7     | Giuseppe Lippi    | ITA  | 11:04,0    |
| 8     | Walter Pritchard  | USA  | 11:04,5    |

Finale: 6. August

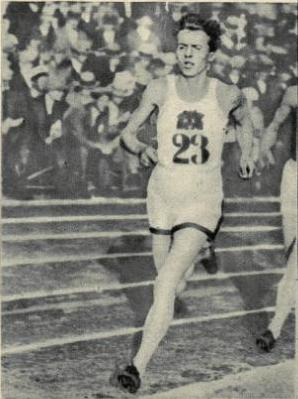
Volmari Iso-Hollo gewann überlegen die Goldmedaille

tatsächliche Streckenlänge 3460 Meter
Im ersten Vorlauf verbesserte Tom Evenson den olympischen Rekord auf 9:18,8 min. Den zweiten Vorlauf gewann Volmari Iso-Hollo mit 9:14,6 min, und mit Joe McCluskey, Glen Dawson sowie George Bailey blieben drei weitere Läufer unter der Marke von Evenson. Im Finale setzte sich Iso-Hollo schon in der zweiten Runde an die Spitze und baute seine Führung stetig aus. Aufgrund eines Irrtums des Rundenzählers mussten die Läufer zusätzliche 460 Meter absolvieren. Iso-Hollo hatte die reguläre 3000-Meter-Marke in 9:08,4 min passiert und war auch anschließend nicht von der Spitze zu verdrängen. Auf der Zusatzrunde überholte Evenson McCluskey, der nach 3000 Metern noch auf dem Silberrang gelegen hatte. McCluskey wurde das Angebot eines Wiederholungsrennen gemacht, das er aber ausschlug.

### 4 × 100 m Staffel
| Platz | Land               | Athleten                                                             | Zeit (s) |
| ----- | ------------------ | -------------------------------------------------------------------- | -------- |
| 1     | USA                | Bob Kiesel Emmett Toppino Hector Dyer Frank Wykoff                   | 40,0 WR  |
| 2     | Deutsches Reich    | Helmut Körnig Friedrich Hendrix Erich Borchmeyer Arthur Jonath       | 40,9     |
| 3     | Königreich Italien | Giuseppe Castelli Ruggero Maregatti Gabriele Salviati Edgardo Toetti | 41,2     |
| 4     | Kanada             | Percy Williams James Brown Harold Wright Birchall Pearson            | 41,3     |
| 5     | Japan              | Takayoshi Yoshioka Chūhei Nambu Izuo Anno Itaro Nakajima             | 41,3     |
| 6     | Großbritannien     | Don Finlay Stanley Fuller Stanley Engelhart Ernest Page              | 41,4     |

Finale: 7. August
Die US-Staffel konnte es sich leisten, drei ihrer besten Sprinter nicht in dieser Staffel einzusetzen. Es fehlten der Doppelolympiasieger über 100 und 200 Meter Eddie Tolan, Ralph Metcalfe, Olympiazweiter über 100 Meter und Olympiadritter über 200 Meter, sowie George Simpson, Olympiavierter über 100 Meter und Bronzemedaillengewinner über 200 Meter. Dennoch gewannen die vier Läufer der USA das Rennen mit fast einer Sekunde Vorsprung und stellten dabei mit 40,0 s auch noch einen neuen Weltrekord auf. Auf den Plätzen dahinter ging es wesentlich enger zu. Deutschland errang Silber mit 40,9 s vor Italien – 41,2 s, Kanada – 41,3 s und Japan – 41,3 s.

### 4 × 400 m Staffel
| Platz | Land               | Athleten                                                    | Zeit (min) |
| ----- | ------------------ | ----------------------------------------------------------- | ---------- |
| 1     | USA                | Ivan Fuqua Edgar Ablowich Karl Warner Bill Carr             | 3:08,2 WR  |
| 2     | Großbritannien     | Crew Stoneley Tommy Hampson Lord Burghley Godfrey Rampling  | 3:11,2     |
| 3     | Kanada             | Ray Lewis James Ball Phil Edwards Alex Wilson               | 3:12,8     |
| 4     | Deutsches Reich    | Joachim Büchner Walter Nehb Adolf Metzner Otto Peltzer      | 3:14,4     |
| 5     | Japan              | Itaro Nakajima Iwao Masuda Seikan Oki Teiichi Nishi         | 3:14,6     |
| 6     | Königreich Italien | Giacomo Carlini Giovanni Turba Mario De Negri Luigi Facelli | 3:17,8     |

Finale: 7. August
Auch über 4-mal 400 Meter starteten die Vereinigten Staaten nicht in Bestbesetzung. Allerdings verzichteten sie hier 'nur' auf den 400-Meter-Olympiazweiten Ben Eastman und waren wie über 4-mal 100 Meter nicht zu bezwingen. Mit 3:08,2 min verbesserten sie den bis zu diesen Spielen bestehenden Weltrekord um mehr als vier Sekunden. Die britische Staffel belegte Platz zwei vor Kanada, Deutschland wurde Vierter.

### 50 km Gehen
| Platz | Athlet         | Land | Zeit (h)   |
| ----- | -------------- | ---- | ---------- |
| 1     | Tommy Green    | GBR  | 4:50:10 OR |
| 2     | Jānis Daliņš   | LAT  | 4:57:20    |
| 3     | Ugo Frigerio   | ITA  | 4:59:06    |
| 4     | Karl Hähnel    | GER  | 5:06:06    |
| 5     | Ettore Rivolta | ITA  | 5:07:39    |
| 6     | Paul Sievert   | GER  | 5:16:41    |
| 7     | Henri Quintric | FRA  | 5:27:25    |
| 8     | Ernest Crosbie | USA  | 5:28:02    |

Datum: 3. August
In der brütenden Mittagshitze schickte man die Geher auf die neue olympische Distanz über fünfzig Kilometer. Unter den großen Strapazen hatten alle sehr zu leiden und zahlreiche Athleten mussten aufgeben. Olympiasieger wurde der bereits 39-jährige Brite Thomas Green. Mit gut sieben Minuten Rückstand erreichte Jānis Daliņš das Ziel, der damit die erste Medaille für Lettland überhaupt errang. Bronze ging an den Dominator der Gehstrecken bei den Olympischen Spielen 1920 und 1924 Ugo Frigerio aus Italien. 1928 hatte man das Gehen vorübergehend aus dem olympischen Programm gestrichen.

### Hochsprung
| Platz | Athlet            | Land | Höhe (m) |
| ----- | ----------------- | ---- | -------- |
| 1     | Duncan McNaughton | CAN  | 1,97     |
| 2     | Bob Van Osdel     | USA  | 1,97     |
| 3     | Simeon Toribio    | PHI  | 1,97     |
| 4     | Cornelius Johnson | USA  | 1,97     |
| 5     | Ilmari Reinikka   | FIN  | 1,94     |
| 6     | Kazuo Kimura      | JPN  | 1,94     |
| 7     | Misao Ono         | JPN  | 1,90     |
| 7     | Jerzy Pławczyk    | POL  | 1,90     |

Datum: 31. Juli

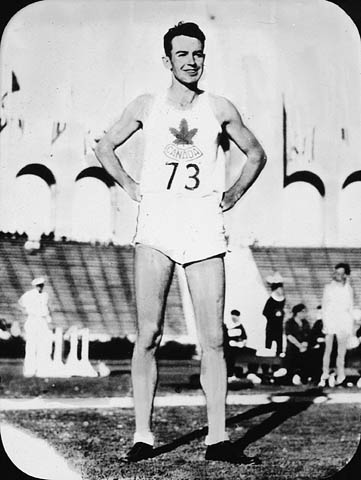
Olympiasieger Duncan McNaughton

Sehr spannend war der Kampf um die Medaillen in diesem Wettbewerb, was auch daran lag, dass es weiterhin keine Mehrversuchs- oder Fehlversuchsregel gab. Mit Duncan McNaughton, Bob Van Osdel Simeon Toribio und Cornelius Johnson hatten vier Springer 1,97 m bewältigt und waren an der nächsten Sprunghöhe gescheitert. Es gab also ein Stechen, das wie üblich bei der Höhe begann, welche die am Stechen beteiligten Springer nicht mehr geschafft hatten. Auch jetzt gelang es keinem der drei Athleten, 1,99 m zu überspringen. Nun wurde das Stechen bei 1,97 m fortgesetzt. Als außer McNaughton auch diese Höhe kein weiterer Athlet bewältigen konnte, wurde doch die eigentlich noch nicht gültige Fehlversuchsregel zur Verteilung von Silber und Bronze eingesetzt. Van Osdel erhielt die Silber- und Toribio die Bronzemedaille. Dabei bleibt allerdings unklar, nach welcher Regel die Festlegung der Rangfolge für die Plätze zwei bis vier verfahren wurde.

Der Hochsprung war einer der drei Wettbewerbe, in denen der olympische Rekord nicht erreicht wurde.

### Stabhochsprung
| Platz | Athlet           | Land | Höhe (m) |
| ----- | ---------------- | ---- | -------- |
| 1     | Bill Miller      | USA  | 4,315 OR |
| 2     | Shūhei Nishida   | JPN  | 4,300    |
| 3     | George Jefferson | USA  | 4,200    |
| 4     | William Graber   | USA  | 4,150    |
| 5     | Shizuo Mochizuki | JPN  | 4,000    |
| 6     | Lúcio de Castro  | BRA  | 3,900    |
| 7     | Petros Chlentzos | GRC  | 3,750    |
| NM    | Carlos Nelli     | BRA  | 0ogV     |

Datum: 3. August

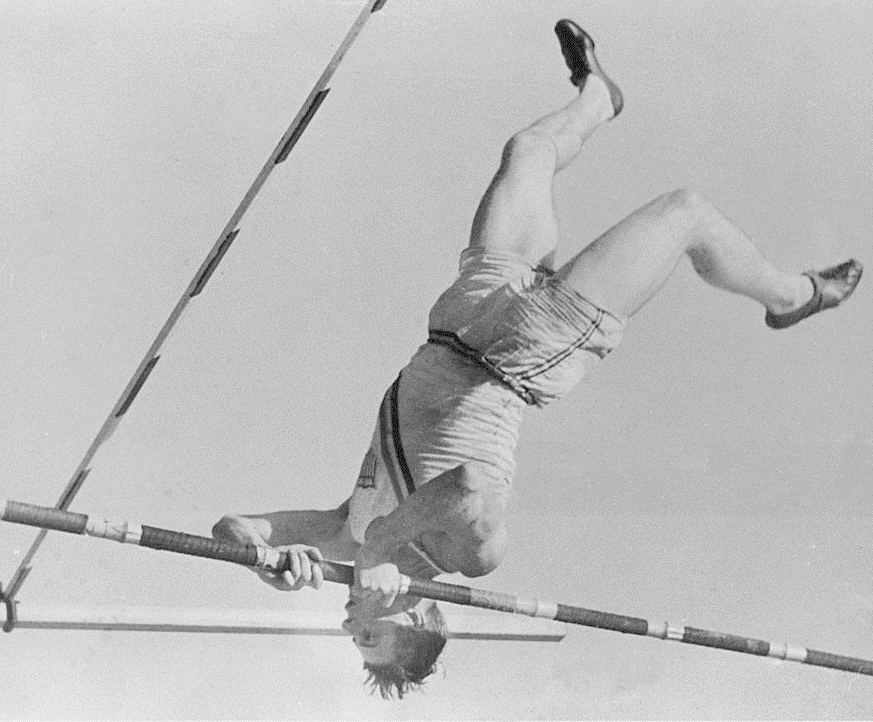
Olympiasieger Bill Miller

Die alleinigen Favoriten für den Stabhochsprung waren die US-amerikanischen Athleten, allen voran William Graber, der die Olympiaqualifikation seines Landes mit der Weltrekordhöhe von 4,37 m gewonnen hatte. Zweiter war dort William Miller mit 4,31 m geworden. Aber es sah im Laufe des Wettbewerbs nicht gerade gut aus für Graber, Miller und George Jefferson, den dritten US-Springer. Bei 4,15 m benötigten Graber und Miller jeweils drei Versuche, Graber schied bei der nächsten Höhe von 4,20 m sogar bereits aus, für Jefferson, der mit diesen 4,20 m Bronze gewann, war bei 4,25 m Schluss. Der Japaner Shūhei Nishida steigerte sich deutlich und wurde zum großen Gegner für Miller im Kampf um die Goldmedaille. Die nächste Höhe von 4,30 m übersprangen sowohl Nishida als auch Miller. Erst bei 4,32 m, die Miller bewältigte, musste der Japaner passen, An der Weltrekordhöhe von 4,38 m, die Miller nun auflegen ließ, scheiterte er drei Mal. Seine übersprungenen 4,32 m stellten sich beim Nachmessen als 4,315 m heraus.

### Weitsprung
| Platz | Athlet        | Land | Weite (m) |
| ----- | ------------- | ---- | --------- |
| 1     | Ed Gordon     | USA  | 7,64      |
| 2     | Lambert Redd  | USA  | 7,60      |
| 3     | Chūhei Nambu  | JPN  | 7,45      |
| 4     | Eric Svensson | SWE  | 7,41      |
| 5     | Dick Barber   | USA  | 7,39      |
| 6     | Naoto Tajima  | JPN  | 7,15      |
| 7     | Héctor Berra  | ARG  | 6,66      |
| 8     | Clóvis Raposo | BRA  | 6,43      |

Datum: 2. August
Im Gegensatz zu den meisten anderen Wettbewerben fehlte dem Weitsprung ein wenig die Klasse. Mit immerhin fast acht Metern hielt der Japaner Chūhei Nambu den Weltrekord – exakt waren es 7,98 m. Doch er musste sich hier mit 7,45 m begnügen, was immerhin noch zur Bronzemedaille reichte. Zwei US-amerikanische Springer lagen vor ihm. Ed Gordon wurde Olympiasieger mit ziemlich mageren 7,64 m. Auf Platz zwei kam vier Zentimeter dahinter Lambert Redd. Robert LeGendres olympischer Rekord, den dieser 1924 im Rahmen seines Fünfkampfs mit 7,765 m aufgestellt hatte, geriet nicht in Gefahr.

### Dreisprung
| Platz | Athlet            | Land | Weite (m) |
| ----- | ----------------- | ---- | --------- |
| 1     | Chūhei Nambu      | JPN  | 15,72 WR  |
| 2     | Eric Svensson     | SWE  | 15,32     |
| 3     | Kenkichi Ōshima   | JPN  | 15,12     |
| 4     | Eamonn Fitzgerald | IRL  | 15,01     |
| 5     | Willem Peters     | NED  | 14,93     |
| 6     | Sol Furth         | USA  | 14,88     |
| 7     | Sidney Bowman     | USA  | 14,87     |
| 8     | Rolland Romero    | USA  | 14,85     |

Datum: 4. August

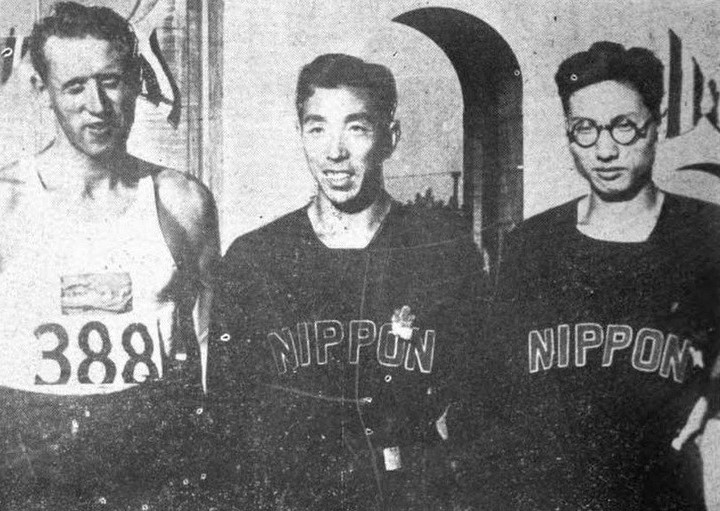
Die Medaillengewinner im Dreisprung (v. l. n. r.): Eric Svensson, Chūhei Nambu, Kenkichi Ōshima

Im Dreisprung konnte Chūhei Nambu, den seine schwache Weitsprungleistung doch ziemlich gewurmt hatte, alles wieder gutmachen. Als eigentlicher Favorit galt sein Landsmann Mikio Oda, der Weltrekordler und Olympiasieger von 1928. Aber Oda blieb wegen einer Verletzung weit unter seinen Möglichkeiten. Nambu stellte mit 15,72 m einen neuen Weltrekord auf und wurde damit Olympiasieger. Vierzig Zentimeter dahinter errang der Schwede Eric Svensson Silber und mit Kenkichi Ōshima kam ein weiterer Japaner mit 15,12 m auf den dritten Platz.

### Kugelstoßen
| Platz | Athlet                | Land | Weite (m) |
| ----- | --------------------- | ---- | --------- |
| 1     | Leo Sexton            | USA  | 16,005 OR |
| 2     | Harlow Rothert        | USA  | 15,675    |
| 3     | František Douda       | TCH  | 15,610    |
| 4     | Emil Hirschfeld       | GER  | 15,560    |
| 5     | Nelson Gray           | USA  | 15,460    |
| 6     | Hans-Heinrich Sievert | GER  | 15,070    |
| 7     | Zygmunt Heljasz       | POL  | 14,800    |
| 8     | József Darányi        | HUN  | 14,670    |

Datum: 31. Juli

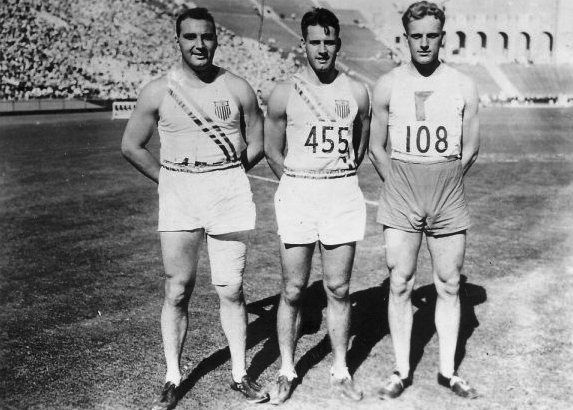
Die Medaillengewinner im Kugelstoßen (v. l. n. r.): Leo Sexton (Gold), Harlow Rother (Silber) und František Douda (Bronze)

Die Weltspitze lag vor diesen Spielen sehr dicht zusammen. Mit dem Polen Zygmunt Haljasz, Weltrekordler mit 16,05 m, František Douda, Tschechoslowakei, und Emil Hirschfeld, Deutschland, lagen drei Europäer mit Bestweiten über sechzehn Meter knapp vor den für den olympischen Wettbewerb qualifizierten US-Amerikanern. Doch in ihrer Heimat präsentierten sich die Kugelstoßer der USA in Bestform, während die Europäer hinter ihrem Potential blieben. Leo Sexton übertraf mit 16,005 m als einziger die 16-Meter-Marke. Das bedeutete olympischen Rekord und brachte ihm die Goldmedaille. Silber errang sein Landsmann Harlow Rothert, Bronze ging an František Douda. Emil Hirschfeld, Bronzemedaillengewinner von 1928, kam fünf Zentimeter hinter Douda auf den undankbaren vierten Platz.

### Diskuswurf
| Platz | Athlet         | Land | Weite (m) |
| ----- | -------------- | ---- | --------- |
| 1     | John Anderson  | USA  | 49,49 OR  |
| 2     | Henri LaBorde  | USA  | 48,47     |
| 3     | Paul Winter    | FRA  | 47,85     |
| 4     | Jules Noël     | FRA  | 47,74     |
| 5     | István Donogán | HUN  | 47,08     |
| 6     | Endre Madarász | HUN  | 46,52     |
| 7     | Kalevi Kotkas  | FIN  | 45,87     |
| 8     | Paul Jessup    | USA  | 45,25     |

3. August

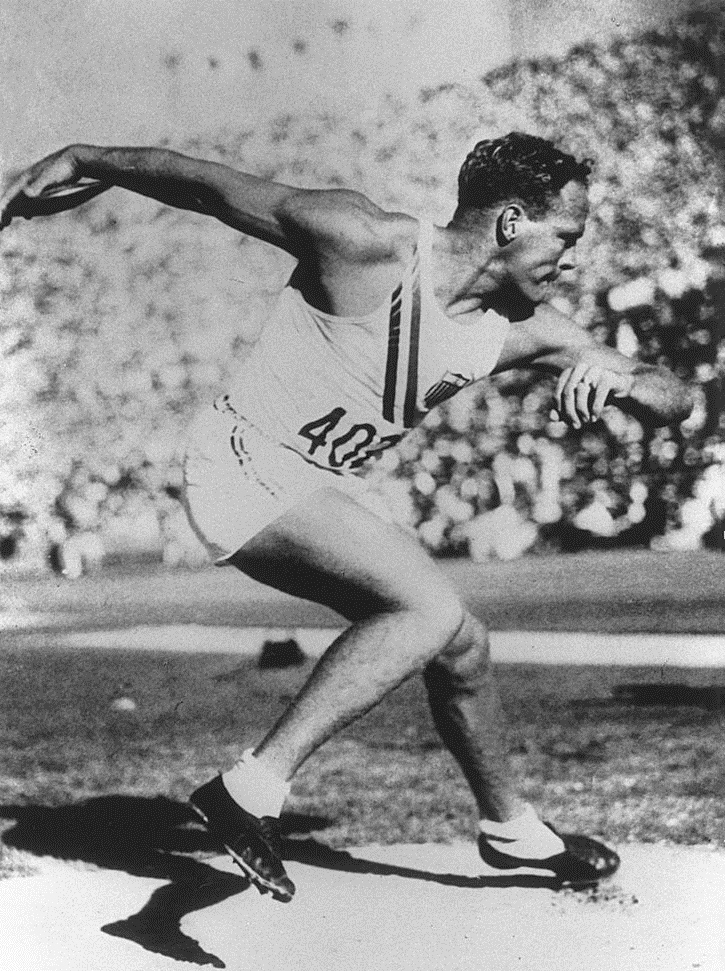
John Anderson verbesserte den olympischen Rekord zweimal und gewann Gold

Der US-amerikanische Weltrekordler Paul Jessup blieb ca. sechseinhalb Meter unter seiner Bestmarke. Olympiasieger wurde sein Landsmann John Anderson, der auch die beste Serie aller Werfer zu verzeichnen hatte und dreimal über 49 Meter warf. Allerdings gab es einen eklatanten Fauxpas der Kampfrichter. Während der Franzose Jules Noël mit seinem ersten Finalwurf eindeutig die 49-Meter-Marke übertraf, schaute das gesamte Kampfgericht der Entscheidung im Stabhochsprung zu. So konnte Noëls Versuch nicht gemessen und auch nicht gewertet werden. Nach langem Hin und Her wurde entschieden, dass der Franzose seinen Wurf wiederholen durfte. Aber er blieb unter 48 Meter und wurde durch diesen schlimmen Fehler der Kampfrichter mindestens um die Silbermedaille betrogen. Dieses Silber holte sich der US-Amerikaner Henri LaBorde, Bronze ging an Noëls Landsmann Paul Winter.

### Hammerwurf
- Pat O'Callaghan wiederholte seinen
Hammerwurfsieg von 1928

| Platz | Athlet           | Land | Weite (m) |
| ----- | ---------------- | ---- | --------- |
| 1     | Pat O’Callaghan  | IRL  | 53,92     |
| 2     | Ville Pörhölä    | FIN  | 52,27     |
| 3     | Peter Zaremba    | USA  | 50,33     |
| 4     | Ossian Skiöld    | SWE  | 49,25     |
| 5     | Grant McDougall  | USA  | 49,12     |
| 6     | Federico Kleger  | ARG  | 48,33     |
| 7     | Gunnar Jansson   | SWE  | 47,79     |
| 8     | Armando Poggioli | ITA  | 46,90     |

Finale: 1. August

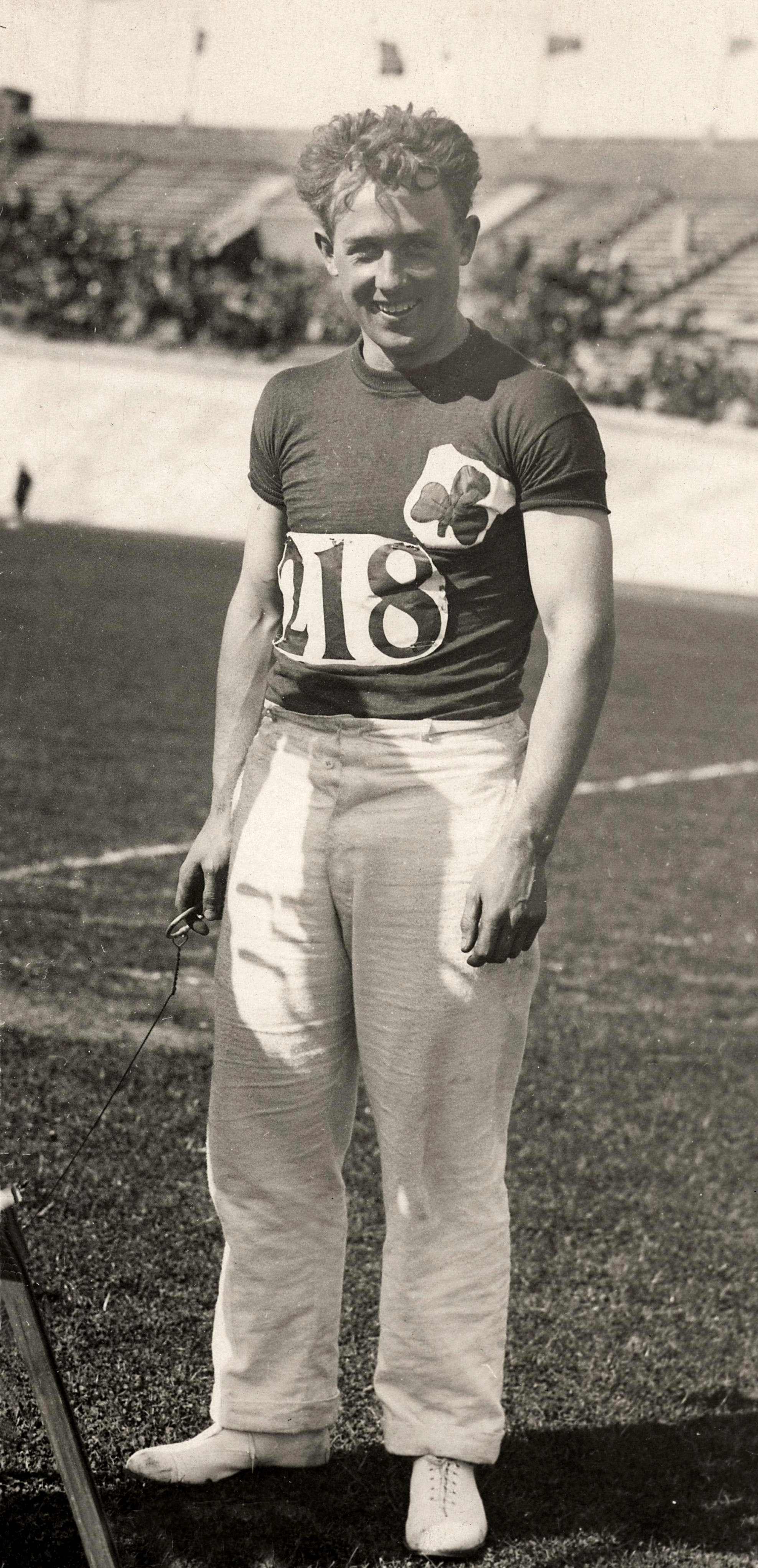
Pat O'Callaghan wiederholte seinen Hammerwurfsieg von 1928

Pat O’Callaghan, schon vier Jahre zuvor in Amsterdam Olympiasieger, war auf dem Höhepunkt seiner Laufbahn. Vorsehen musste er sich nur vor dem Finnen Ville Pörhölä, der nach seinem Olympiasieg im Kugelstoßen vor zwölf Jahren die Disziplin gewechselt hatte. Und der bereits 35-jährige Pörhölä führte doch ziemlich überraschend bis zum fünften Durchgang. Mit seinem letzten Versuch bewies O’Callaghan jedoch Nervenstärke und übertraf damit den Finnen noch um einen halben Meter. Damit waren die Gold- und Silbermedaille verteilt. Bronze gewann der einheimische Peter Zaremba, der als einziger neben O’Callaghan und Pörhölä die 50-Meter-Marke übertraf. Der schwedische Olympiazweite von 1928 Ossian Skiöld wurde diesmal Vierter.

### Speerwurf

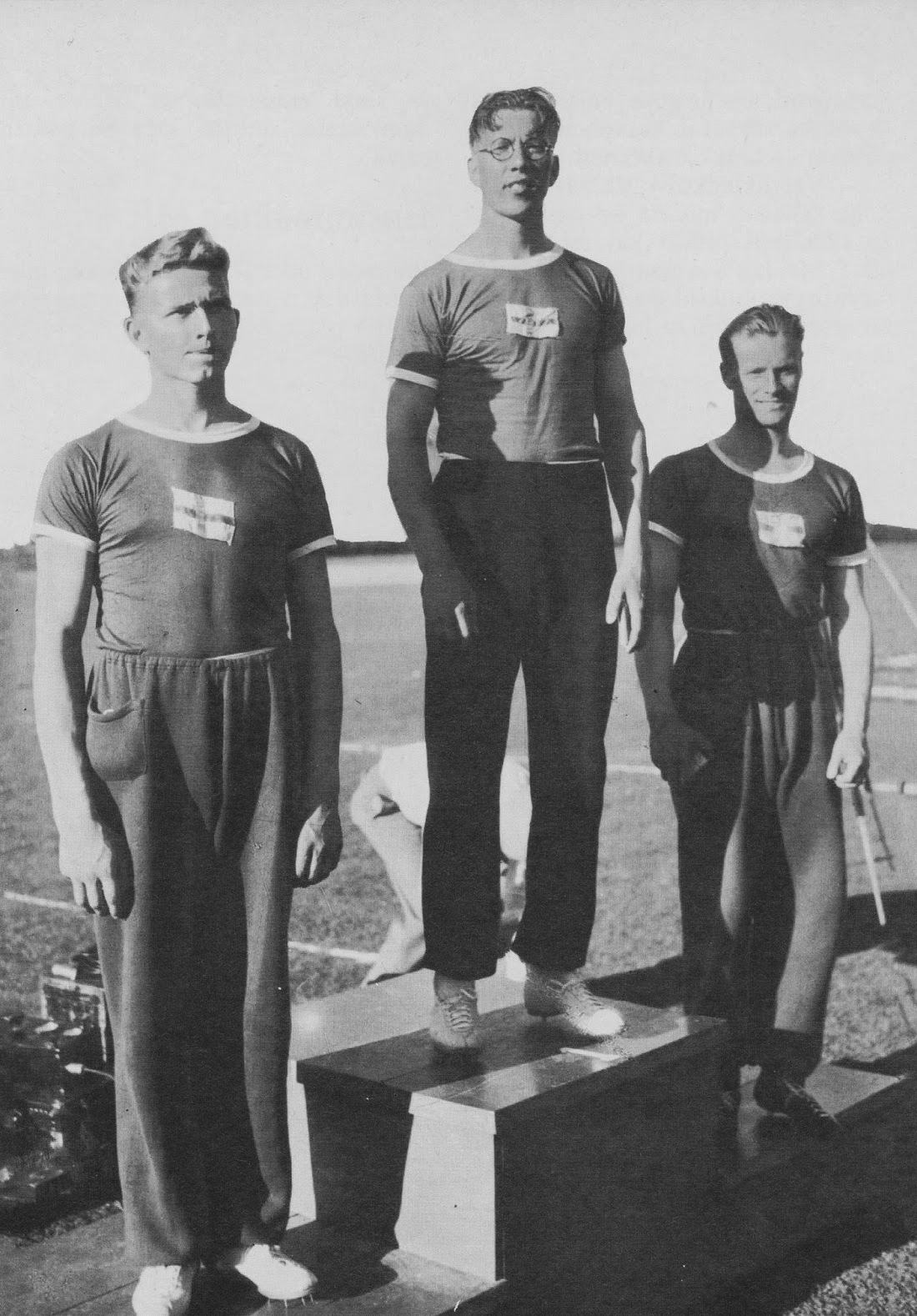
Das Podium im Speerwurf (v. l. n. r.): Eino Penttilä, Matti Järvinen, Matti Sippala

| Platz | Athlet            | Land | Weite (m) |
| ----- | ----------------- | ---- | --------- |
| 1     | Matti Järvinen    | FIN  | 72,71 OR  |
| 2     | Matti Sippala     | FIN  | 69,80     |
| 3     | Eino Penttilä     | FIN  | 68,70     |
| 4     | Gottfried Weimann | GER  | 68,18     |
| 5     | Lee Bartlett      | USA  | 64,46     |
| 6     | Kenneth Churchill | USA  | 63,24     |
| 7     | Malcolm Metcalf   | USA  | 61,89     |
| 8     | Kosaku Sumiyoshi  | JPN  | 61,14     |

Finale: 4. August
Mit dem neuen olympischen Rekord von 68,18 m eröffnete der Deutsche Gottfried Weimann diesen Wettbewerb. Doch diese Weite war für den Finnen Matti Järvinen, Weltrekordler mit 74,02 m, keine Herausforderung. Järvinen beherrschte diesen Wettbewerb. Fünfmal übertraf er die siebzig Meter, all diese Versuche hätten auch zu Gold für ihn gereicht. Weimann konnte sich nicht mehr steigern und musste zusehen, wie Järvinens Landsleute Matti Sippala und Eino Penttilä in den Durchgängen fünf und sechs noch an ihm vorbeizogen, sodass sämtliche Medaillen im Speerwurf nach Finnland gingen.

### Zehnkampf
| Platz | Athlet                | Land | P – offiz. Wert. | P – 85er Wert. |
| ----- | --------------------- | ---- | ---------------- | -------------- |
| 1     | James Bausch          | USA  | 8462,235 WR      | 6736           |
| 2     | Akilles Järvinen      | FIN  | 8292,480         | 6879           |
| 3     | Wolrad Eberle         | GER  | 8030,805         | 6623           |
| 4     | Wilson Charles        | USA  | 7985,000         | 6718           |
| 5     | Hans-Heinrich Sievert | GER  | 7941,075         | 6515           |
| 6     | Paavo Yrjölä          | FIN  | 7687,990         | 6385           |
| 7     | Clyde Coffman         | USA  | 7534,410         | 6265           |
| 8     | Bob Tisdall           | IRL  | 7327,170         | 6398           |

Datum: 5. / 6. August
Wie 1928 in Amsterdam gewann der Finne Akilles Järvinen, Bruder des Speerwurfolympiasiegers Matti Järvinen, die Silbermedaille. Mit hervorragenden Sprung- und Wurfleistungen am zweiten Tag hatte der US-Amerikaner James Bausch den Finnen noch überholt. Beide Athleten waren mit ihren Ergebnissen besser als der bis dahin bestehende Weltrekord, den Akilles Järvinen 1930 aufgestellt hatte. Dritter wurde der Deutsche Meister Wolrad Eberle, der sich ebenfalls auf über 8000 Punkte steigerte. Der Olympiasieger von 1928 Paavo Yrjölä kam diesmal auf den sechsten Platz.
Für die Ermittlung der Punkte wurde die Wertungstabelle von 1912 verwendet.

Zur besseren Einordnung der Leistung sind die nach dem heutigen Wertungssystem von 1985 umgerechneten Punktzahlen mit angegeben. Nach dieser heute gültigen Tabelle wäre Järvinen Olympiasieger gewesen. Aber diese Vergleiche sind nur Anhaltswerte, denn als Grundlage müssen die jeweils unterschiedlichen Maßstäbe der Zeit gelten. Am auffälligsten wird das im Stabhochsprung, bei dem damals mit ganz anderen Stäben gesprungen wurde als heute.

## Resultate Frauen

### 100 m
| Platz | Athletin               | Land | Zeit (s) |
| ----- | ---------------------- | ---- | -------- |
| 1     | Stanisława Walasiewicz | POL  | 11,9 WRe |
| 2     | Hilda Strike           | CAN  | 11,9 WRe |
| 3     | Wilhelmina von Bremen  | USA  | 12,0     |
| 4     | Marie Dollinger        | GER  | 12,2     |
| 5     | Eileen Hiscock         | GBR  | 12,3     |
| 6     | Elizabeth Wilde        | USA  | 12,3     |

Finale: 2. August

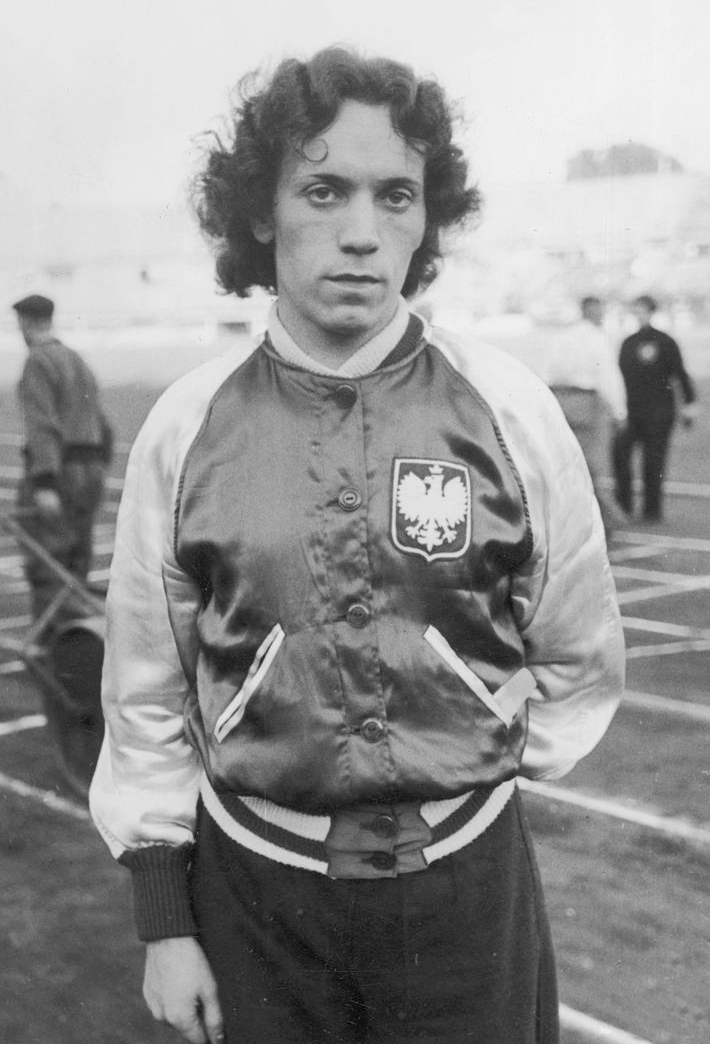
Olympiasiegerin Stanisława Walasiewicz (hier: 1938)

Im Finale gab es einen spannenden und hochklassigen Zweikampf zwischen der Polin Stanisława Walasiewicz – in den USA später aktiv unter dem Namen Stella Walsh – und der Kanadierin Hilda Strike. Mit dem besseren Start war Strike anfangs leicht vorne. Doch Walasiewicz holte auf und lag im Ziel knapp vor der Kanadierin. Beide Läuferinnen stellten dabei den bestehenden Weltrekord mit 11,9 s ein.
Auch in diesem Wettbewerb war das Kampfgericht nicht besonders kompetent. Eindeutig war noch die Platzierung der US-Amerikanerin Wilhelmina von Bremen auf dem dritten Platz. Doch dahinter setzten die Offiziellen zunächst Eileen Hiscock auf Platz vier sowie Marie Dollinger und Elizabeth Wilde gemeinsam auf Platz fünf. Erst die viel spätere Auswertung der Zielfilmaufnahmen hatte die Korrektur des Resultats zur Folge, wie sie hier aufgelistet ist.

### 80 m Hürden

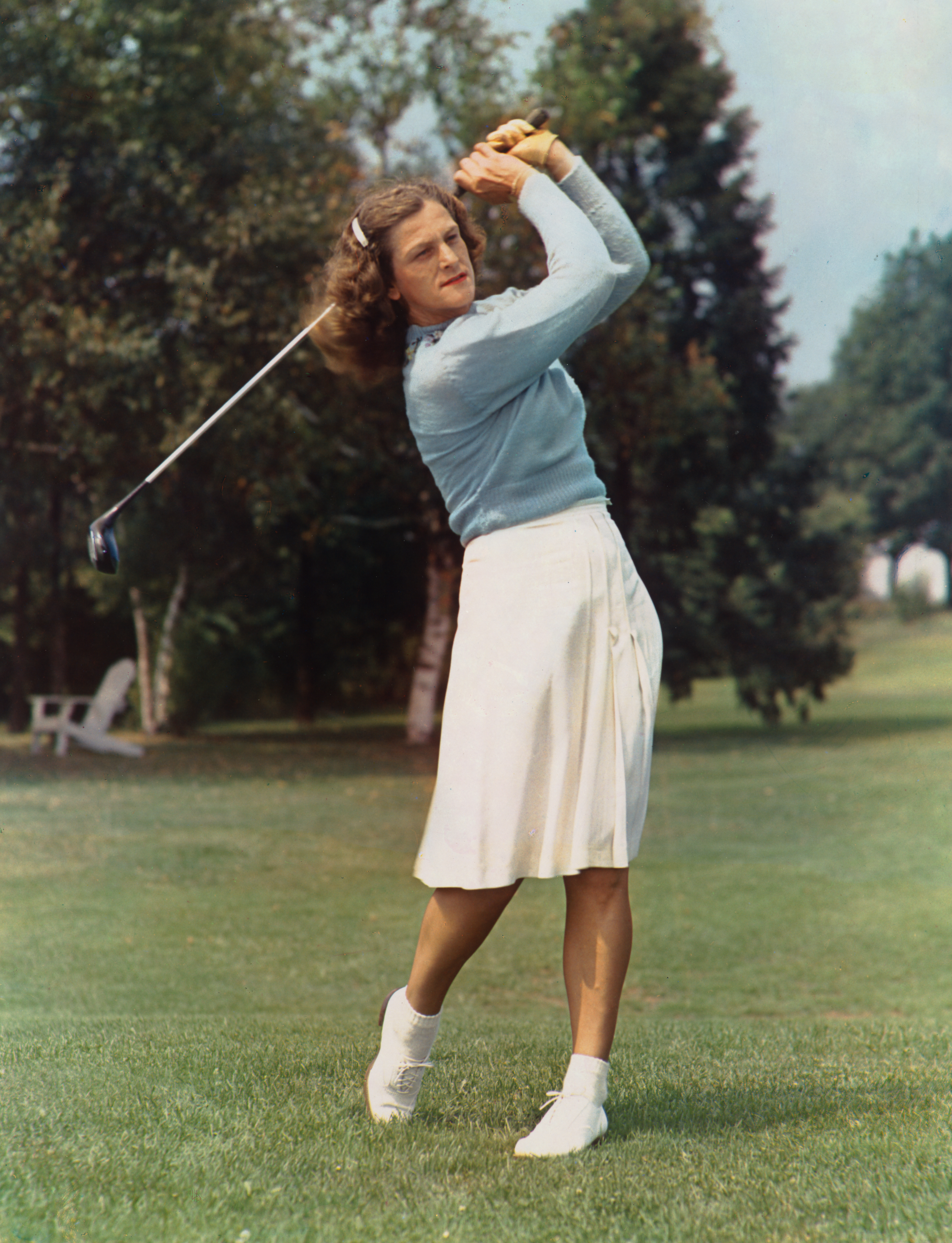
Olympiasiegerin Mildred Didrikson – hier im Jahr 1947 in ihrer späteren Karriere als Golferin unter ihrem Namen Mildred Zaharias

| Platz | Athletin          | Land | Zeit (s) |
| ----- | ----------------- | ---- | -------- |
| 1     | Mildred Didrikson | USA  | 11,7 WR  |
| 2     | Evelyne Hall      | USA  | 11,7 WR  |
| 3     | Marjorie Clark    | RSA  | 11,8     |
| 4     | Simone Schaller   | USA  | 11,8     |
| 5     | Violet Webb       | GBR  | 11,9     |
| 6     | Alda Wilson       | CAN  | 12,0     |

Finale: 4. August
In diesem Wettbewerb zeigte Mildred Didrikson nach dem Speerwurf zum zweiten Mal ihre Sonderklasse. Der Ausgang war hauchdünn, nachdem Didrikson bis kurz vor dem Ziel noch deutlich vorne gelegen hatte. Aber sie stieß an die letzte Hürde und ihre Landsmännin Evelyne Hall kam noch einmal ganz nah an sie heran. Doch Didrikson war knapp vor Hall im Ziel, beide verbesserten den bestehenden Weltrekord um eine Zehntelsekunde. Die Bronzemedaille gewann die Südafrikanerin Marjorie Clark, die mit 11,8 s exakt die Zeit erreichte, mit der sie vorher noch den Weltrekord gehalten hatte. Simone Schaller kam mit ebenfalls 11,8 s auf Platz vier.

### 4 × 100 m Staffel
| Platz | Land            | Athletinnen                                                     | Zeit (s) |
| ----- | --------------- | --------------------------------------------------------------- | -------- |
| 1     | USA             | Mary Carew Evelyn Furtsch Annette Rogers Wilhelmina von Bremen  | 47,0 WR  |
| 2     | Kanada          | Mildred Fizzell Lillian Palmer Mary Frizzell Hilda Strike       | 47,0 WR  |
| 3     | Großbritannien  | Eileen Hiscock Gwendoline Porter Violet Webb Nellie Halstead    | 47,6     |
| 4     | Niederlande     | Johanna Dalmolen Cornelia Aalten Elly du Mée Tollien Schuurman  | 47,7     |
| 5     | Japan           | Mie Muraoka Michi Nakanishi Asa Dogura Sumiko Watanabe          | 48,9     |
| 6     | Deutsches Reich | Grete Heublein Ellen Braumüller Tilly Fleischer Marie Dollinger | 50,0     |

Finale: 7. August
Diese Staffel war beeindruckend, spannend und hochklassig. Mary Carew und Evelyn Furtsch brachten das US-Team zunächst mit zwei Metern Vorsprung nach vorne. Doch in der Zielkurve machte Mary Frizzell für Kanada ein ganz starkes Rennen und glich den Rückstand aus. Der letzte Wechsel der Kanadierinnen klappte allerdings nicht. Die 100-Meter-Olympiazweite Hilda Strike nahm mit zwei Metern Rückstand die Verfolgung der 100-Meter-Olympiadritten Wilhelmina von Bremen auf. Doch es reichte nicht mehr ganz für Kanada. Beide Staffeln waren zeitgleich und liefen mit 47,0 s neuen Weltrekord. Bronze gab es für Großbritannien. Platz vier nur knapp hinter den Britinnen ging an die Niederländerinnen. Die deutsche Staffel lief mit drei Werferinnen und nur einer echten Sprinterin und lag so chancenlos und deutlich zurück.
Nur sechs Teams waren am Start.

### Hochsprung
| Platz | Athletin          | Land | Höhe (m) |
| ----- | ----------------- | ---- | -------- |
| 1     | Jean Shiley       | USA  | 1,650 WR |
| 2     | Mildred Didrikson | USA  | 1,650 WR |
| 3     | Eva Dawes         | CAN  | 1,600    |
| 4     | Lien Gisolf       | NED  | 1,575    |
| 5     | Marjorie Clark    | RSA  | 1,575    |
| 6     | Annette Rogers    | USA  | 1,575    |
| 7     | Helma Notte       | GER  | 1,550    |
| 8     | Yuriko Hirohashi  | JPN  | 1,500    |

Datum: 7. August

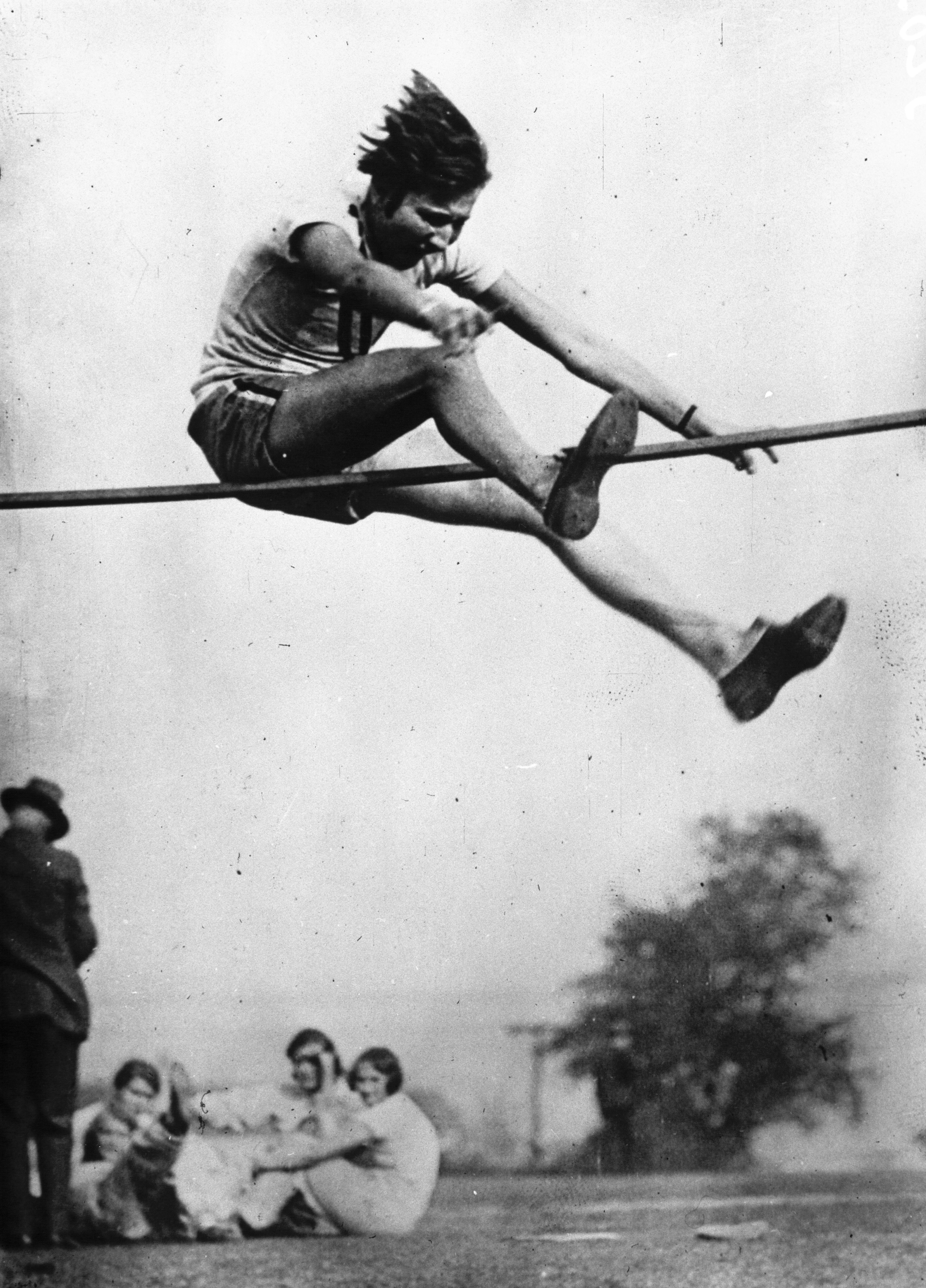
Olympiasiegerin Jean Shiley

Sowohl Jean Shiley wie auch Mildred Didrikson blieben fehlerfrei bis einschließlich 1,625 m. Auch die neue Weltrekordhöhe von 1,65 m übersprangen beide Athletinnen, Shiley im ersten und Didrikson im zweiten Versuch. Beide scheiterten jedoch an der nächsten Höhe von 1,67 m. Da es noch keine Mehrversuchs- oder Fehlversuchsregel gab, kam es nun zu einem Stechen. Beide überquerten jetzt die 1,67 m. Didriksons Versuch wurde jedoch nicht anerkannt, weil sie mit dem Kopf zuerst die Latte überquert habe – als „Tauchen“ bezeichnet, was nach den damaligen Regeln nicht zulässig war. Seltsam war allerdings, dass Didrikson den gesamten Wettkampf mit diesem Sprungstil bestritten hatte, der nun im Stechen nicht mehr regelgerecht sein sollte. Die Kanadierin Eva Dawes gewann mit 1,60 m die Bronzemedaille.
Als Weltrekord waren die von Jean Shiley übersprungenen 1,67 Meter nicht anerkennungsfähig, da sie im Stechen und nicht während der regulären drei Versuche überquert worden waren. Auch das Endresultat weist die regulär übersprungene Höhe als Siegeshöhe aus.

### Diskuswurf
| Platz | Athletin               | Land | Weite (m) |
| ----- | ---------------------- | ---- | --------- |
| 1     | Lillian Copeland       | USA  | 40,58 OR  |
| 2     | Ruth Osburn            | USA  | 40,12     |
| 3     | Jadwiga Wajs           | POL  | 38,74     |
| 4     | Tilly Fleischer        | GER  | 36,12     |
| 5     | Grete Heublein         | GER  | 34,66     |
| 6     | Stanisława Walasiewicz | POL  | 33,60     |
| 7     | Ishizu Mitsue          | JPN  | 33,52     |
| 8     | Ellen Braumüller       | GER  | 33,15     |

Datum: 2. August

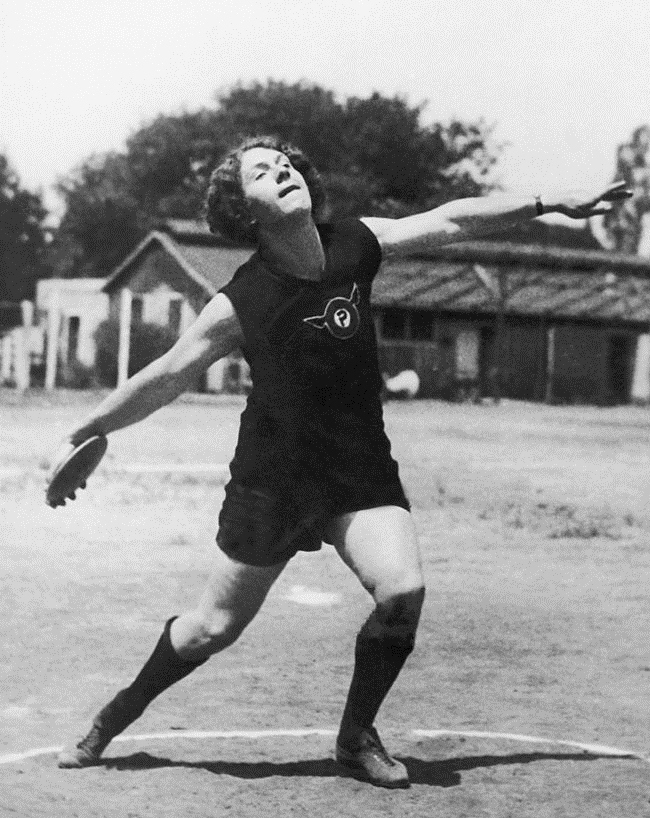
Lillian Copeland, 1928 Olympiazweite, errang mit ihrem letzten Wurf Gold

Der Diskuswurf war kein Wettbewerb mit technisch ausgereiften Leistungen. Die Polin Jadwiga Wajs, die noch im Juni mit 42,43 m einen neuen Weltrekord aufgestellt hatte, war nur ein Schatten ihrer selbst und gewann mit 38,74 m gerade noch die Bronzemedaille, weil auch die Deutsche Grete Heublein nicht die vorher von ihr schon gezeigten Leistungen erreichte. Gold und Silber machten überraschend die beiden US-Amerikanerinnen Ruth Osburn und Lillian Copeland, Olympiazweite von 1928, unter sich aus. Bis zum letzten Durchgang führte die erst 18-jährige Osburn, die nicht einmal ein halbes Jahr vor den Spielen zum ersten Mal überhaupt einen Diskus in die Hand nahm, aber schon bei den US-Olympiaausscheidungen gewonnen hatte. Mit ihrem letzten Versuch konnte Copeland dann aber noch kontern und gewann die Goldmedaille mit neuem olympischen Rekord. Osburn und Copeland waren die einzigen Werferinnen, die weiter als vierzig Meter kamen.

### Speerwurf

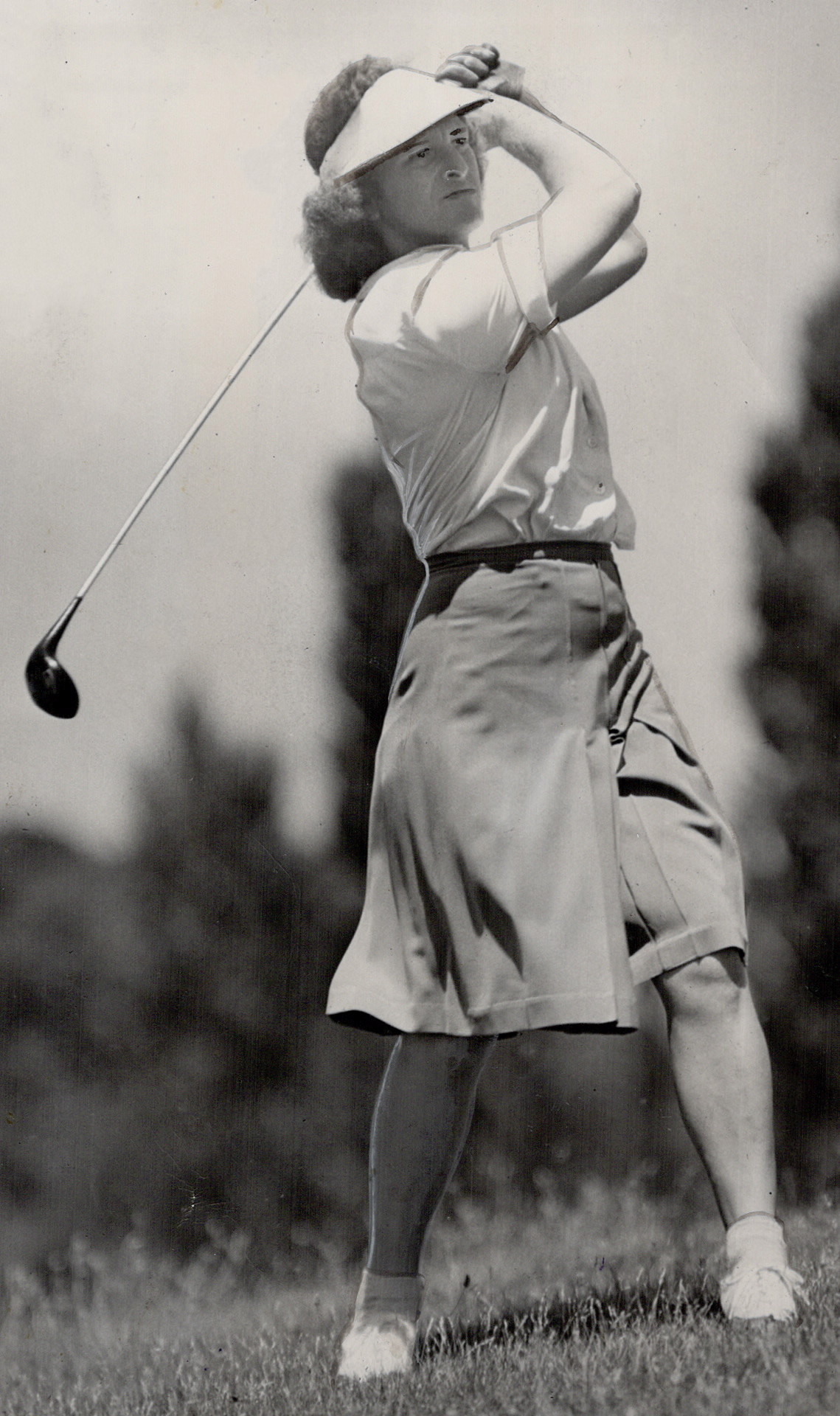
Olympiasiegerin Mildred Didrikson – hier im Jahr 1948 in ihrer späteren Karriere als Golferin unter ihrem Namen Mildred Zaharias

| Platz | Athletin          | Land | Weite (m) |
| ----- | ----------------- | ---- | --------- |
| 1     | Mildred Didrikson | USA  | 43,69 OR  |
| 2     | Ellen Braumüller  | GER  | 43,50     |
| 3     | Tilly Fleischer   | GER  | 43,01     |
| 4     | Shinpo Masako     | JPN  | 39,08     |
| 5     | Nan Gindele       | USA  | 37,95     |
| 6     | Gloria Russell    | USA  | 36,74     |
| 7     | María Uribe       | MEX  | 33,66     |
| 8     | Ishizu Mitsue     | JPN  | 30,81     |

Datum: 31. Juli
Als Topfavoritin trat die US-Amerikanerin Nan Gindele an, die mit 46,74 m im Juni des Olympiajahres Weltrekord geworfen hatte. Auch die Deutsche Meisterin Tilly Fleischer war aufgrund ihrer Vorleistungen im Favoritenfeld. Gleich im ersten Versuch erzielte Mildred Didrikson mit 43,69 m neuen olympischen Rekord, an dem sich alle anderen die Zähne ausbissen. Die beiden Deutschen Ellen Braumüller und Tilly Fleischer kamen mit 43,50 m und 43,01 m zwar nahe an die olympische Rekordweite heran, aber Didrikson gewann ihre erste Goldmedaille, Braumüller und Fleischer errangen Silber und Bronze, während die Weltrekordlerin Nan Gindele als Fünfte fast neun Meter unter ihrer Bestmarke blieb. Vor ihr lag noch die Japanerin Shinpo Masako auf Platz vier.